# 霧島市
霧島市（きりしまし）は、鹿児島県本土の中央部にある市。2005年11月7日、国分市と姶良郡溝辺町・横川町・牧園町・霧島町・隼人町・福山町の1市6町が合併して誕生した。人口及び面積ともに鹿児島県下第2位の自治体である。
薩摩地方と大隅地方、また宮崎県を結ぶ交通の要所で国道・鉄道などの交通手段が発達し、古くから鹿児島県内有数の都市として発展してきた。また、鹿児島空港の開港、九州自動車道の開通による地理的な条件を生かし、国分隼人テクノポリスの指定を受けて、ソニーや京セラなどのハイテク産業が発展した。
一方で日本百名山の霧島山や、鹿児島神宮の初午祭、霧島温泉郷や日当山温泉、妙見温泉などの温泉で知られる観光地でもある。民謡・鹿児島おはら節の歌詞にある「花は霧島　煙草は国分」の「霧島」とは当地が原産地とされるキリシマツツジ、「国分」とは合併前の国分市を中心に栽培されてきた葉タバコの銘柄である。2010年9月に霧島ジオパークが日本ジオパークに認定された。

## 市勢

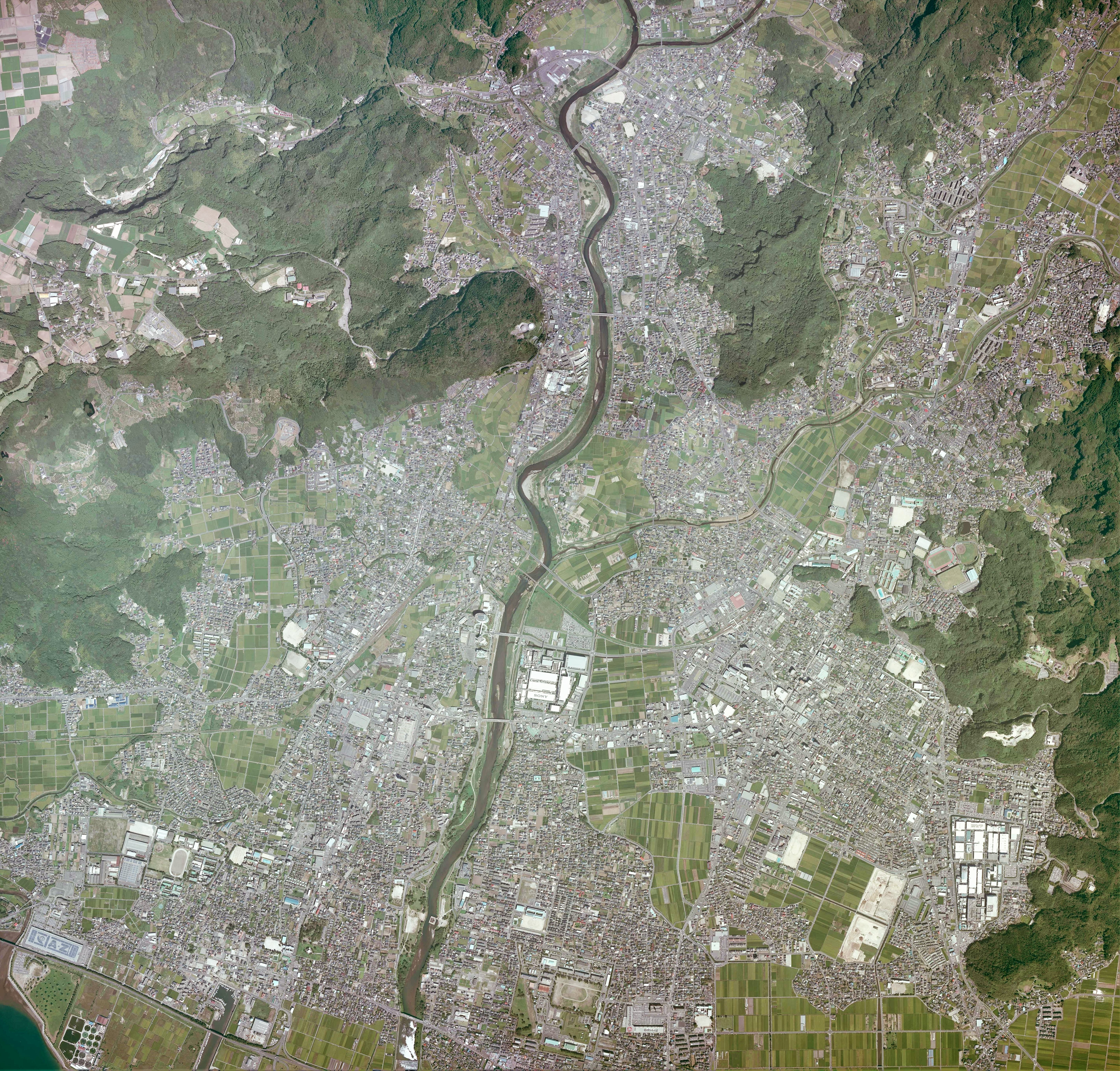
霧島市主要部周辺の空中写真。
2013年9月17日撮影の6枚を合成作成。。

市の人口の75%は旧国分市、旧隼人町に集中している。
- 面積：603.68km2
- 人口：122,736人
  - 男性：59,694人
  - 女性：63,042人
- 世帯数：63,369世帯

（2025年7月1日現在）

### 人口
| |                                        |  |
| 霧島市と全国の年齢別人口分布（2005年） | 霧島市の年齢・男女別人口分布（2005年） |  |
| ■紫色 ― 霧島市 ■緑色 ― 日本全国 | ■青色 ― 男性 ■赤色 ― 女性              |  |
| 霧島市（に相当する地域）の人口の推移 \| 1970年（昭和45年） \| 95,326人 \| \| \| 1975年（昭和50年） \| 96,935人 \| \| \| 1980年（昭和55年） \| 102,157人 \| \| \| 1985年（昭和60年） \| 109,929人 \| \| \| 1990年（平成2年） \| 116,247人 \| \| \| 1995年（平成7年） \| 122,279人 \| \| \| 2000年（平成12年） \| 127,912人 \| \| \| 2005年（平成17年） \| 127,309人 \| \| \| 2010年（平成22年） \| 127,487人 \| \| \| 2015年（平成27年） \| 125,857人 \| \| \| 2020年（令和2年） \| 123,135人 \| \| |                                        |  |
| 総務省統計局 国勢調査より |                                        |  |
| 1970年（昭和45年） | 95,326人                               |  |
| 1975年（昭和50年） | 96,935人                               |  |
| 1980年（昭和55年） | 102,157人                              |  |
| 1985年（昭和60年） | 109,929人                              |  |
| 1990年（平成2年） | 116,247人                              |  |
| 1995年（平成7年） | 122,279人                              |  |
| 2000年（平成12年） | 127,912人                              |  |
| 2005年（平成17年） | 127,309人                              |  |
| 2010年（平成22年） | 127,487人                              |  |
| 2015年（平成27年） | 125,857人                              |  |
| 2020年（令和2年） | 123,135人                              |  |

### 地域人口
- 国分地区：59,816人
- 隼人地区：38,703人
- 溝辺地区：7,497人
- 横川地区：3,162 人
- 牧園地区：5,493 人
- 霧島地区：4,075人
- 福山地区：3,990人

計：122,736人
※2025年7月現在

### 地名

霧島市地図

地域区分

それぞれの町や大字名の前に、例えば「霧島市国分上小川」「霧島市溝辺町有川」というように旧市町名を冠するが、旧国分市・旧霧島町については市町は省かれる。
国分（旧国分市）
- 上小川
- 新町
- 野口
- 府中
- 向花
- 上井（旧東国分村）
- 川内（旧東国分村）
- 広瀬（旧東国分村、合併時に小から改称）
- 福島（旧東国分村）
- 松木（旧東国分村）
- 湊（旧東国分村）
- 上之段（旧敷根村）
- 敷根（旧敷根村、合併時に麓から改称）
- 下井（旧敷根村）
- 川原（旧清水村）
- 清水（旧清水村、合併時に弟子丸から改称）
- 郡田（旧清水村）
- 台明寺（旧清水村、合併時に山之路から改称）
- 姫城（旧清水村）
- 重久（旧東襲山村）
- 中央1丁目〜6丁目（上小川など複数の大字から分立。1974年に4丁目まで、1987年に5〜6丁目が起こる。）
- 城山町（上小川から分立。1984年）
- 名波町（上小川から分立。1984年）
- 山下町（上小川・上井から分立。1984年）
- 剣之宇都町（重久から分立。1989年）
- 清水1丁目〜5丁目（清水から分立。年不詳）
- 新町1丁目〜2丁目（新町から分立。年不詳）
- 野口北（野口から分立。年不詳）
- 野口町（野口から分立。年不詳）
- 野口東（野口から分立。年不詳）
- 姫城南（姫城から分立。年不詳）
- 広瀬1丁目〜4丁目（広瀬から分立。年不詳）
- 福島1丁目〜3丁目（福島から分立。年不詳）
- 府中町（府中から分立。年不詳）
- 松木町（松木から分立。年不詳）
- 松木東（松木から分立。年不詳）
- 向花町（向花から分立。年不詳）
- 野口西（野口から分立。1999年）
- 上野原縄文の森（上之段・川内から分立。2005年）
- 上野原テクノパーク（上之段・川内から分立。2005年）

溝辺町
- 有川
- 崎森
- 竹子
- 麓
- 三縄

横川町
- 上ノ
- 下ノ
- 中ノ
- 麓1丁目～6丁目（2022年、麓より分立）

牧園町
- 上中津川
- 三体堂
- 下中津川
- 宿窪田
- 万膳
- 持松
- 高千穂（1947年、下中津川より分立）

霧島（旧霧島町）
- 大窪
- 川北
- 田口
- 永水（1950年、重久より分立。残りは東襲山村重久に）

隼人町
- 内
- 内山田
- 小田
- 小浜
- 真孝
- 住吉
- 野久美田
- 見次
- 朝日（旧日当山町）
- 嘉例川（旧日当山町）
- 西光寺（旧日当山町）
- 東郷（旧日当山町）
- 松永（旧日当山町）
- 姫城（旧日当山町）
- 東郷1丁目（東郷より分立、年不詳）
- 姫城1丁目〜3丁目（姫城より分立、年不詳）
- 松永1丁目〜2丁目（松永より分立、年不詳）
- 内山田1丁目〜4丁目（1999年?、内山田より分立）
- 神宮1丁目〜6丁目（1999年、内より分立）

福山町
- 佳例川
- 福沢
- 福地
- 福山

## 地理

### 気候
国分地区2004年データ
- 最低気温　-4.0℃
- 最高気温　35.8℃
- 平均気温　18.4℃
- 年間降水量　2,069mm

| 牧之原（標高387m、1991年 - 2020年）の気候 | 牧之原（標高387m、1991年 - 2020年）の気候 | 牧之原（標高387m、1991年 - 2020年）の気候 | 牧之原（標高387m、1991年 - 2020年）の気候 | 牧之原（標高387m、1991年 - 2020年）の気候 | 牧之原（標高387m、1991年 - 2020年）の気候 | 牧之原（標高387m、1991年 - 2020年）の気候 | 牧之原（標高387m、1991年 - 2020年）の気候 | 牧之原（標高387m、1991年 - 2020年）の気候 | 牧之原（標高387m、1991年 - 2020年）の気候 | 牧之原（標高387m、1991年 - 2020年）の気候 | 牧之原（標高387m、1991年 - 2020年）の気候 | 牧之原（標高387m、1991年 - 2020年）の気候 | 牧之原（標高387m、1991年 - 2020年）の気候 |
| 月                                        | 1月                                       | 2月                                       | 3月                                       | 4月                                       | 5月                                       | 6月                                       | 7月                                       | 8月                                       | 9月                                       | 10月                                      | 11月                                      | 12月                                      | 年                                        |
| ----------------------------------------- | ----------------------------------------- | ----------------------------------------- | ----------------------------------------- | ----------------------------------------- | ----------------------------------------- | ----------------------------------------- | ----------------------------------------- | ----------------------------------------- | ----------------------------------------- | ----------------------------------------- | ----------------------------------------- | ----------------------------------------- | ----------------------------------------- |
| 最高気温記録 °C （°F）                    | 19.4 (66.9)                               | 21.1 (70)                                 | 23.8 (74.8)                               | 26.9 (80.4)                               | 31.1 (88)                                 | 31.8 (89.2)                               | 34.4 (93.9)                               | 35.1 (95.2)                               | 33.3 (91.9)                               | 30.3 (86.5)                               | 26.4 (79.5)                               | 21.5 (70.7)                               | 35.1 (95.2)                               |
| 平均最高気温 °C （°F）                    | 9.5 (49.1)                                | 11.1 (52)                                 | 14.3 (57.7)                               | 18.8 (65.8)                               | 22.8 (73)                                 | 24.7 (76.5)                               | 28.8 (83.8)                               | 29.7 (85.5)                               | 27.2 (81)                                 | 22.6 (72.7)                               | 17.2 (63)                                 | 11.8 (53.2)                               | 19.9 (67.8)                               |
| 日平均気温 °C （°F）                      | 5.3 (41.5)                                | 6.5 (43.7)                                | 9.5 (49.1)                                | 13.9 (57)                                 | 17.9 (64.2)                               | 20.9 (69.6)                               | 24.7 (76.5)                               | 25.2 (77.4)                               | 22.7 (72.9)                               | 18.0 (64.4)                               | 12.7 (54.9)                               | 7.5 (45.5)                                | 15.4 (59.7)                               |
| 平均最低気温 °C （°F）                    | 1.5 (34.7)                                | 2.3 (36.1)                                | 5.2 (41.4)                                | 9.5 (49.1)                                | 14.0 (57.2)                               | 18.1 (64.6)                               | 22.0 (71.6)                               | 22.4 (72.3)                               | 19.5 (67.1)                               | 14.3 (57.7)                               | 8.7 (47.7)                                | 3.5 (38.3)                                | 11.7 (53.1)                               |
| 最低気温記録 °C （°F）                    | −8.6 (16.5)                               | −7.8 (18)                                 | −5.6 (21.9)                               | 0.2 (32.4)                                | 2.4 (36.3)                                | 11.7 (53.1)                               | 15.3 (59.5)                               | 17.1 (62.8)                               | 10.3 (50.5)                               | 3.4 (38.1)                                | −2.8 (27)                                 | −5.5 (22.1)                               | −8.6 (16.5)                               |
| 降水量 mm （inch）                        | 73.4 (2.89)                               | 119.8 (4.717)                             | 174.3 (6.862)                             | 204.3 (8.043)                             | 238.2 (9.378)                             | 644.6 (25.378)                            | 459.7 (18.098)                            | 307.7 (12.114)                            | 304.4 (11.984)                            | 121.7 (4.791)                             | 104.6 (4.118)                             | 78.1 (3.075)                              | 2,830.7 (111.445)                         |
| 平均降水日数 （≥1.0 mm）                  | 8.3                                       | 9.0                                       | 12.7                                      | 11.5                                      | 11.1                                      | 17.4                                      | 13.8                                      | 13.4                                      | 11.7                                      | 7.8                                       | 8.3                                       | 7.1                                       | 132.2                                     |
| 平均月間日照時間                          | 145.2                                     | 144.0                                     | 166.2                                     | 174.3                                     | 174.9                                     | 101.7                                     | 162.7                                     | 180.3                                     | 151.6                                     | 178.4                                     | 153.5                                     | 150.3                                     | 1,883.3                                   |
| 出典1：Japan Meteorological Agency        |                                           |                                           |                                           |                                           |                                           |                                           |                                           |                                           |                                           |                                           |                                           |                                           |                                           |
| 出典2：気象庁                             |                                           |                                           |                                           |                                           |                                           |                                           |                                           |                                           |                                           |                                           |                                           |                                           |                                           |

| 溝辺（標高272m、1995年 - 2020年（降水量のみ1991年〜2020年））の気候 | 溝辺（標高272m、1995年 - 2020年（降水量のみ1991年〜2020年））の気候 | 溝辺（標高272m、1995年 - 2020年（降水量のみ1991年〜2020年））の気候 | 溝辺（標高272m、1995年 - 2020年（降水量のみ1991年〜2020年））の気候 | 溝辺（標高272m、1995年 - 2020年（降水量のみ1991年〜2020年））の気候 | 溝辺（標高272m、1995年 - 2020年（降水量のみ1991年〜2020年））の気候 | 溝辺（標高272m、1995年 - 2020年（降水量のみ1991年〜2020年））の気候 | 溝辺（標高272m、1995年 - 2020年（降水量のみ1991年〜2020年））の気候 | 溝辺（標高272m、1995年 - 2020年（降水量のみ1991年〜2020年））の気候 | 溝辺（標高272m、1995年 - 2020年（降水量のみ1991年〜2020年））の気候 | 溝辺（標高272m、1995年 - 2020年（降水量のみ1991年〜2020年））の気候 | 溝辺（標高272m、1995年 - 2020年（降水量のみ1991年〜2020年））の気候 | 溝辺（標高272m、1995年 - 2020年（降水量のみ1991年〜2020年））の気候 | 溝辺（標高272m、1995年 - 2020年（降水量のみ1991年〜2020年））の気候 |
| 月                                                                  | 1月                                                                 | 2月                                                                 | 3月                                                                 | 4月                                                                 | 5月                                                                 | 6月                                                                 | 7月                                                                 | 8月                                                                 | 9月                                                                 | 10月                                                                | 11月                                                                | 12月                                                                | 年                                                                  |
| ------------------------------------------------------------------- | ------------------------------------------------------------------- | ------------------------------------------------------------------- | ------------------------------------------------------------------- | ------------------------------------------------------------------- | ------------------------------------------------------------------- | ------------------------------------------------------------------- | ------------------------------------------------------------------- | ------------------------------------------------------------------- | ------------------------------------------------------------------- | ------------------------------------------------------------------- | ------------------------------------------------------------------- | ------------------------------------------------------------------- | ------------------------------------------------------------------- |
| 最高気温記録 °C （°F）                                              | 20.8 (69.4)                                                         | 22.4 (72.3)                                                         | 24.8 (76.6)                                                         | 27.9 (82.2)                                                         | 31.8 (89.2)                                                         | 32.3 (90.1)                                                         | 35.1 (95.2)                                                         | 36.2 (97.2)                                                         | 33.8 (92.8)                                                         | 31.0 (87.8)                                                         | 26.7 (80.1)                                                         | 21.7 (71.1)                                                         | 36.2 (97.2)                                                         |
| 平均最高気温 °C （°F）                                              | 10.5 (50.9)                                                         | 12.4 (54.3)                                                         | 15.7 (60.3)                                                         | 20.3 (68.5)                                                         | 24.3 (75.7)                                                         | 26.0 (78.8)                                                         | 30.0 (86)                                                           | 30.9 (87.6)                                                         | 28.3 (82.9)                                                         | 23.8 (74.8)                                                         | 18.2 (64.8)                                                         | 12.7 (54.9)                                                         | 21.1 (70)                                                           |
| 日平均気温 °C （°F）                                                | 5.4 (41.7)                                                          | 6.9 (44.4)                                                          | 10.0 (50)                                                           | 14.5 (58.1)                                                         | 18.7 (65.7)                                                         | 21.8 (71.2)                                                         | 25.5 (77.9)                                                         | 26.0 (78.8)                                                         | 23.3 (73.9)                                                         | 18.3 (64.9)                                                         | 12.7 (54.9)                                                         | 7.3 (45.1)                                                          | 15.9 (60.6)                                                         |
| 平均最低気温 °C （°F）                                              | 0.5 (32.9)                                                          | 1.6 (34.9)                                                          | 4.5 (40.1)                                                          | 8.9 (48)                                                            | 13.5 (56.3)                                                         | 18.2 (64.8)                                                         | 22.0 (71.6)                                                         | 22.3 (72.1)                                                         | 19.3 (66.7)                                                         | 13.6 (56.5)                                                         | 7.7 (45.9)                                                          | 2.4 (36.3)                                                          | 11.3 (52.3)                                                         |
| 最低気温記録 °C （°F）                                              | −10.7 (12.7)                                                        | −7.7 (18.1)                                                         | −4.3 (24.3)                                                         | −0.7 (30.7)                                                         | 4.3 (39.7)                                                          | 9.0 (48.2)                                                          | 15.4 (59.7)                                                         | 15.2 (59.4)                                                         | 9.8 (49.6)                                                          | 2.4 (36.3)                                                          | −2.4 (27.7)                                                         | −6.4 (20.5)                                                         | −10.7 (12.7)                                                        |
| 降水量 mm （inch）                                                  | 70.2 (2.764)                                                        | 119.2 (4.693)                                                       | 177.3 (6.98)                                                        | 207.0 (8.15)                                                        | 227.3 (8.949)                                                       | 625.9 (24.642)                                                      | 451.2 (17.764)                                                      | 264.1 (10.398)                                                      | 251.7 (9.909)                                                       | 110.5 (4.35)                                                        | 105.5 (4.154)                                                       | 82.9 (3.264)                                                        | 2,692.8 (106.016)                                                   |
| 平均降水日数 （≥1.0 mm）                                            | 7.9                                                                 | 8.8                                                                 | 12.1                                                                | 11.1                                                                | 10.4                                                                | 16.5                                                                | 14.2                                                                | 12.3                                                                | 10.4                                                                | 7.4                                                                 | 8.3                                                                 | 7.5                                                                 | 127.0                                                               |
| 出典1：Japan Meteorological Agency                                  |                                                                     |                                                                     |                                                                     |                                                                     |                                                                     |                                                                     |                                                                     |                                                                     |                                                                     |                                                                     |                                                                     |                                                                     |                                                                     |
| 出典2：気象庁                                                       |                                                                     |                                                                     |                                                                     |                                                                     |                                                                     |                                                                     |                                                                     |                                                                     |                                                                     |                                                                     |                                                                     |                                                                     |                                                                     |

### 地勢
森林セラピー基地認定地域。
- 山
  - 霧島山（日本百名山）
    - 高千穂峰
    - 新燃岳
    - 韓国岳（からくにだけ）

  - 荒磯岳
  - 烏帽子岳
- 国立公園
  - 霧島錦江湾国立公園（日本初の国立公園の1つ）2011年に霧島屋久国立公園から分園
- 平野：国分平野
- 台地：十三塚原、平野原台地、須川原台地、平下原台地、上野原台地
- 河川：天降川、検校川、高橋川、菱田川、前川、月野川、二瀬元川、万膳川、網掛川
- 湖沼：大浪池
- 海：鹿児島湾（錦江湾）
- 島嶼：神造島

### 隣接市町村
- 鹿児島県
  - 薩摩川内市
  - 曽於市
  - 垂水市
  - 鹿屋市
  - 姶良市
  - 姶良郡：湧水町
  - 薩摩郡：さつま町
- 宮崎県
  - 都城市
  - 西諸県郡高原町
  - 小林市
  - えびの市

## 歴史

### 沿革
- 2005年（平成17年）11月7日 - 国分市、姶良郡溝辺町・横川町・牧園町・霧島町・隼人町・福山町が合併し発足。
- 2009年（平成21年）11月 - 霧島市市長選・市議会の選挙がおこなわれた。
- 2010年（平成22年）9月 - 霧島ジオパークが、日本ジオパークに認定される。
- 2010年（平成22年）10月16日 - 霧島市市政5周年花火大会が実施される。
- 2011年（平成23年）1月4日 - 福山総合支所（旧・福山総合支所牧之原支所）がリニューアル。新・福山総合支所へ改称され窓口業務などが開始。旧・福山総合支所は、福山市民サービスセンターへ改称された。

### 主な出来事
- 2025年（令和7年）8月8日 - 集中豪雨により網掛川が氾濫[5]。隼人町では床上浸水家屋多数[6]、約20000戸が断水した[7]。

## 産業

### 農林水産業

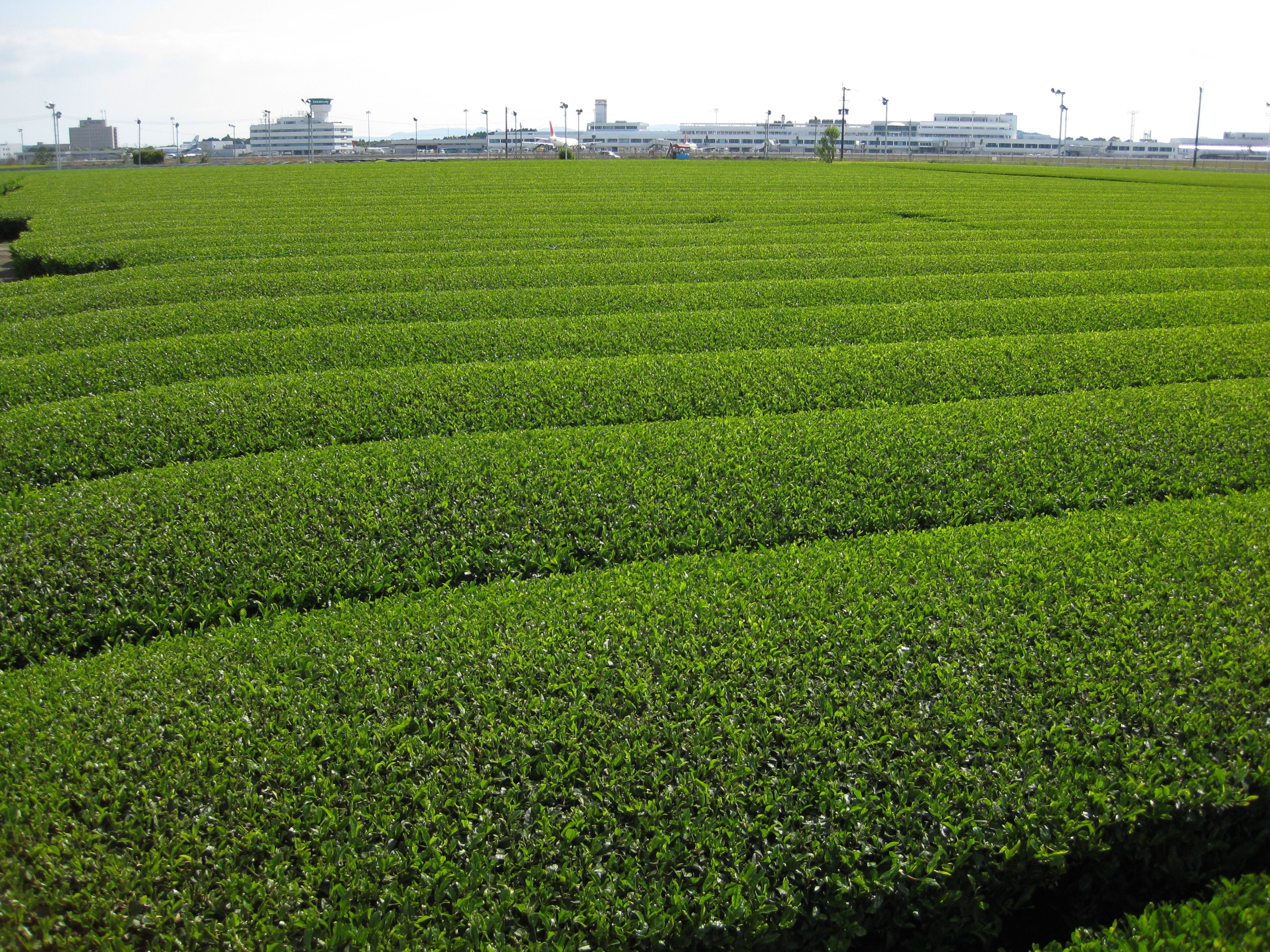
溝辺の茶畑

- 主な特産物：いちご、トマト、ごぼう、根深ねぎ、ソバ、葉タバコ、錦江パール（小型のみかん）、茶、クリ、シイタケ、肉牛、うなぎなど

当地の葉タバコ生産は日本へのタバコ伝来後間もない1606年に服部近左衛門が試作したのが始まりとされている。以来日本国内有数の産地として続いてきたが、近年は縮小の一途を辿っている。

### 霧島市にある主要企業
- 京セラ 鹿児島国分工場・鹿児島隼人工場

ソニーセミコンダクタ 鹿児島テクノロジーセンター（ソニー国分）

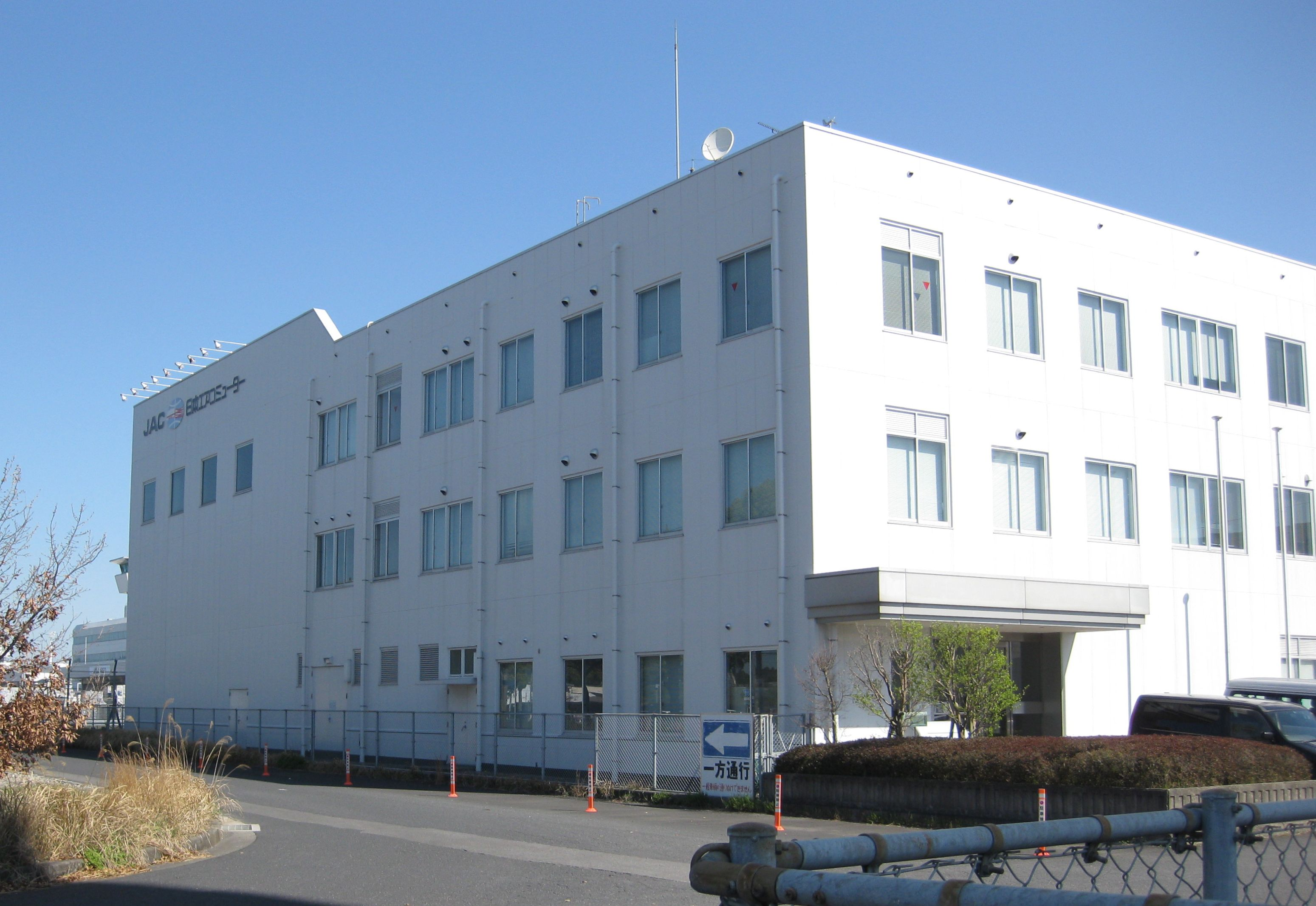
日本エアコミューターの本社

日本郵便 鹿児島郵便局

- ソニーセミコンダクタ 鹿児島テクノロジーセンター
- トヨタ車体研究所
- ファナック 隼人工場
- 富士精工 鹿児島工場
- 落合刃物工業 九州鹿児島営業所
- アルバック 鹿児島工場
- 三甲 九州第2工場
- アトル 南九州物流センター
- 九州タブチ
- 九州電力 大霧発電所・塩浸発電所
- 日本エアコミューター
- 新日本航空
- 株式会社ブレイブ
- 株式会社オーガランド
- Flying-Japan
- （株）信栄製作所鹿児島工場
- 国分電機（株）
- （株）ユピテル鹿児島
- （株）スズキ納整センター南九州納整センター
- クロネコヤマト国分営業所
- クロネコヤマト隼人営業所
- クロネコヤマト横川営業所
- 日本郵便鹿児島郵便局（鹿児島県における地域区分局）

### 伝統産業

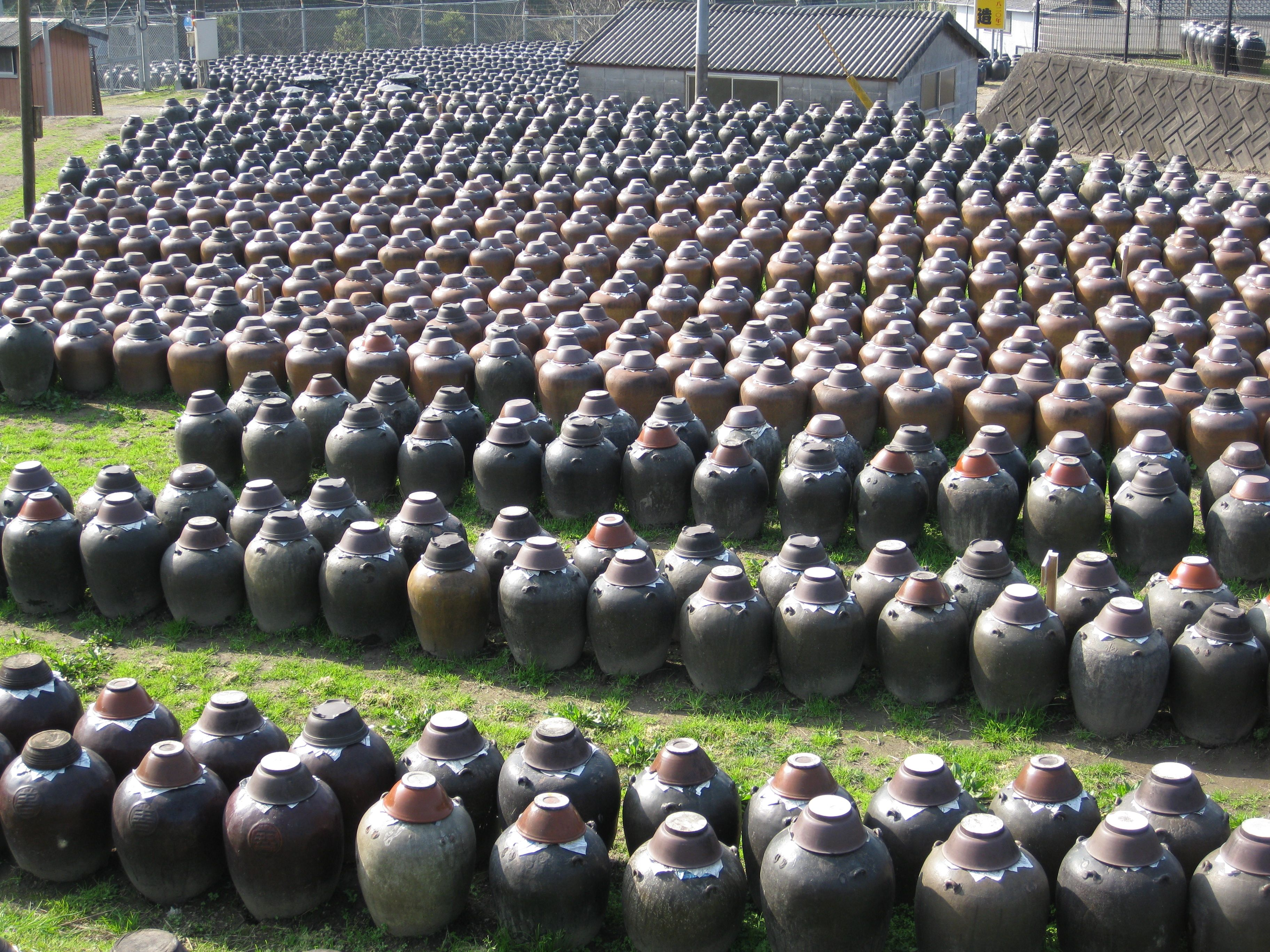
福山酢の壺畑

- 福山酢
- 竹細工（隼人町）

### 商業施設
百貨店
- きりしま国分山形屋

スーパー
- イオン隼人国分（旧隼人国分サティ）
- マックスバリュ九州（ジョイフルタウン跡地）
- MEGAドン・キホーテ霧島隼人店
- タイヨー
  - 国分店
  - 新町店
  - 広瀬北店

- サンキュー
  - 隼人店

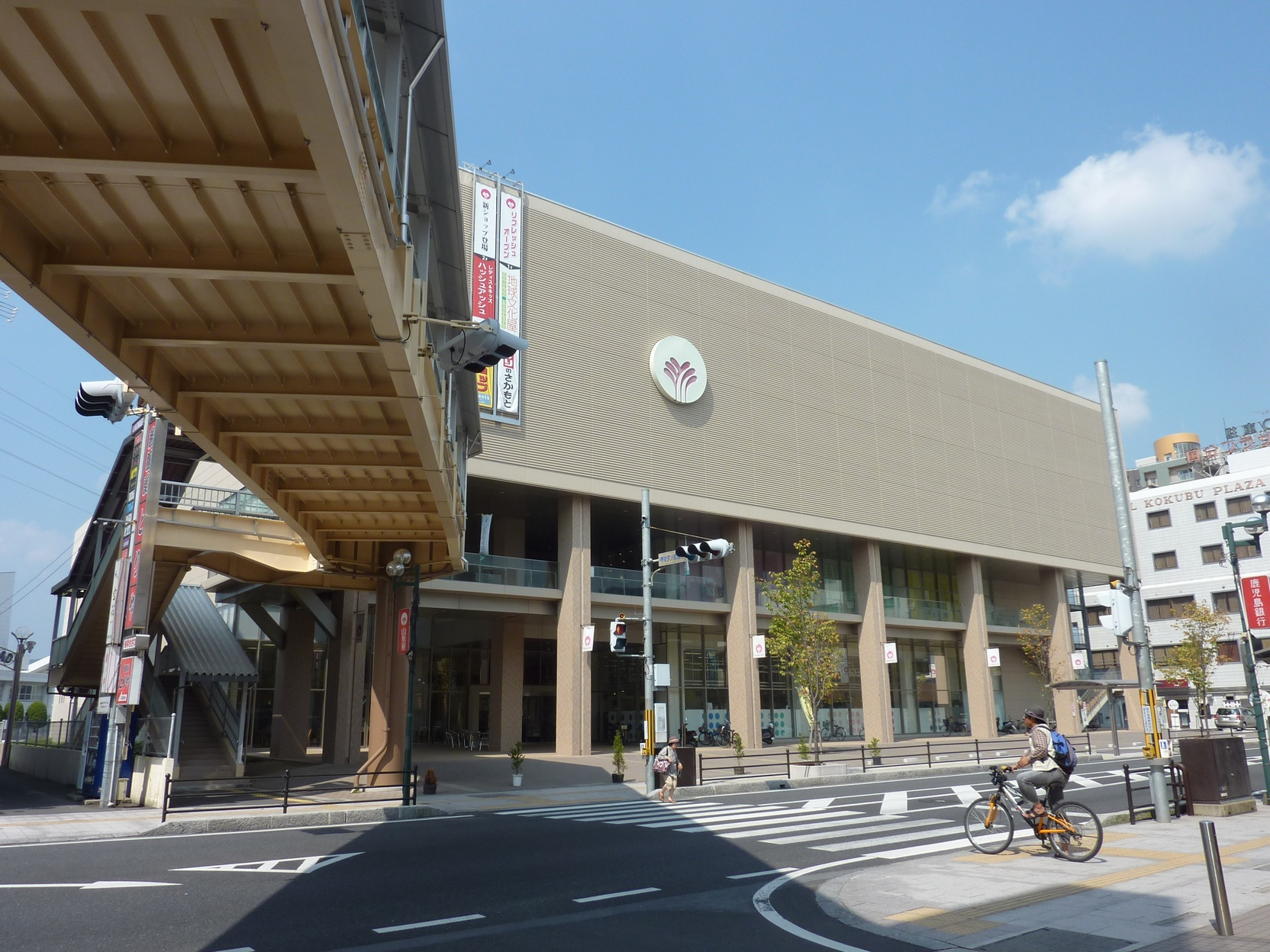
きりしま国分山形屋

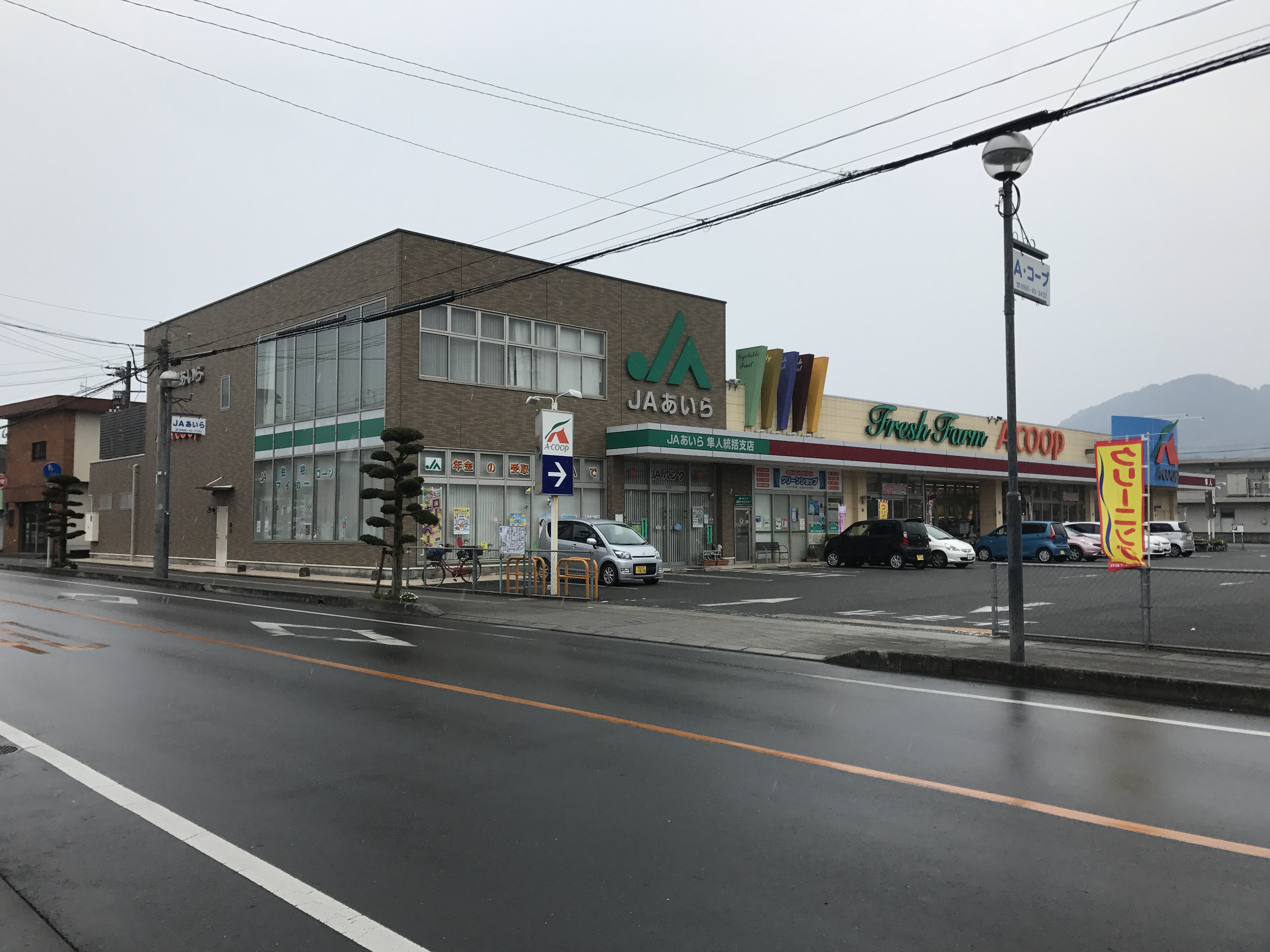
JAあいら隼人統括支店エーコープ

- クッキー　→2018年（平成30年）9月29日に全店舗閉店
  - 国分北店
  - 隼人店
  - 国分店

家電量販店
- ヤマダデンキ
  - テックランド国分店
  - テックランド霧島店
- ケーズデンキ霧島本店

ホームセンター (D・I・Y)
- AZはやと
- ハンズマン国分店
- ナフコ
  - ホームプラザナフコ国分店
  - ホームプラザナフコ隼人店
- パワーセンターGOTO（ゴトー）→閉鎖
- コメリ
  - 溝辺店
  - 牧之原店
  - 牧園店
- ニトリ霧島店

ショッピングモール
- フレスポ国分
- ジョイフルタウン国分　→閉鎖（2011年2月末）

#### 特産物販売所
- 国分物産館「じょうもん市場」 - 国分
- 溝辺町物産館「よこでーろ」 - 溝辺町
- 横川特産品直売所・食材供給施設「よいやんせ」 - 横川町
- 牧園町特産品販売所 - 牧園町
- 神話の里「よかもん市場」 - 霧島町
- 福山町ふくふくふれあい館 - 福山町

### 書店
- ブックス大和 - 学校教科書
- 三原書店 - 学校教科書
- 明屋書店隼人店‐2019年1月31日閉店

### 放送
- 南九州ケーブルテレビネット
- FMきりしま

### インターネット
- 南九州ケーブルテレビネット
- NTT西日本
- 九州通信ネットワーク
- Yahoo! BB
- au one net
- 関西ブロードバンド
- UQコミュニケーションズ

### 宿泊施設
- アパホテル〈鹿児島国分〉（旧セントラルイン国分）
- ホテル京セラ
- サンホテル国分
- アーバンホテル国分
- かごしま空港ホテル（1972年開業、2024年3月末で閉館[9]）
- 霧島いわさきホテル（閉館）
- 霧島ホテル
- 霧島観光ホテル
- 霧島国際ホテル
- ホテル霧島キャッスル
- 霧島第一ホテルスパヒルズ（閉館→ラビスタ霧島ヒルズ）
- 霧島山上ホテル
- ホテル静流荘
- 霧島みやまホテル
- Active Resorts 霧島（閉館）
- 霧島ハイツ

その他

### 郵便
郵便局
- 鹿児島郵便局（区分専門局）

- 国分郵便局（集配局）

- 霧島郵便局（集配局）

- 横川郵便局（集配局）

- 溝辺郵便局（集配局）

- 牧園郵便局（集配局）

- 霧島神宮前郵便局
- 重久郵便局
- 清水郵便局
- 南国分郵便局
- 国分広瀬郵便局
- 国分中央町郵便局

- 敷根郵便局
- 福山郵便局
- 牧之原郵便局
- 浜之市郵便局
- 隼人郵便局
- 松永郵便局

- 日当山郵便局

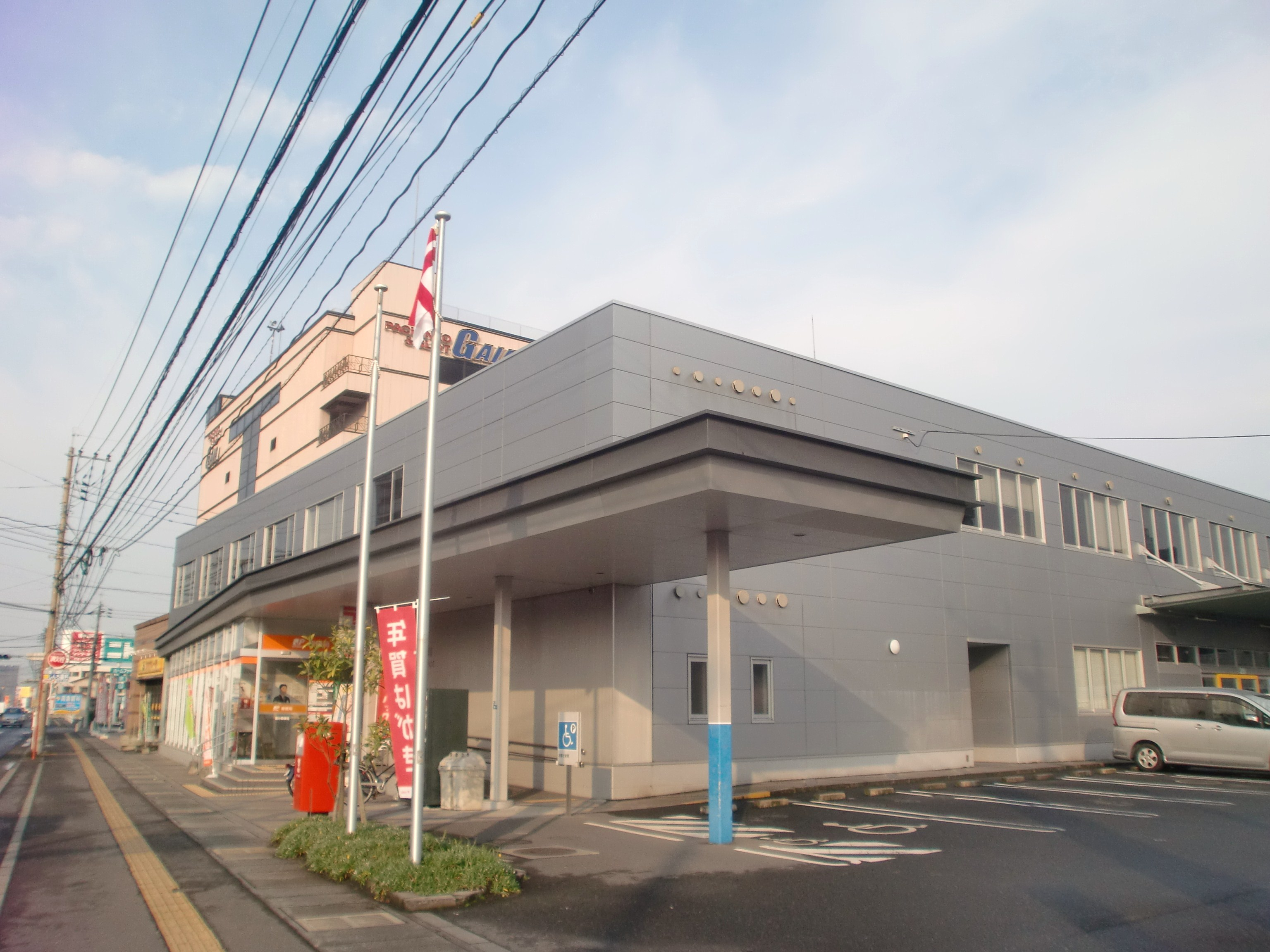
国分郵便局

- 山ヶ野金山郵便局 →2017年7月15日廃止[10]
- 牧園中津川郵便局
- 安楽郵便局
- 霧島西口郵便局
- 霧島温泉郵便局

簡易郵便局
- 国分川原簡易郵便局
- 木原簡易郵便局
- 郡田簡易郵便局
- 名波簡易郵便局
- 上井簡易郵便局

- 上小川簡易郵便局
- 福島簡易郵便局
- 松木簡易郵便局
- 向花簡易郵便局
- 下井簡易郵便局

- 大廻簡易郵便局
- 小浜簡易郵便局
- 小田簡易郵便局
- 姫城簡易郵便局
- 嘉例川簡易郵便局

- 見次簡易郵便局
- 安良簡易郵便局
- 石峯簡易郵便局
- 鹿児島空港内簡易郵便局
- 論地簡易郵便局

## 行政

### 市長
- 市長：中重真一（2017年11月27日就任、2期目）
- 市長職務執行者（初代市長選出まで）：津田和操（旧隼人町長）

| 代     | 氏名     | 就任年月日     | 退任年月日     |
| ------ | -------- | -------------- | -------------- |
| 初-3代 | 前田終止 | 2005年11月27日 | 2017年11月26日 |
| 4-5代  | 中重真一 | 2017年11月27日 |                |

### 市の行政機関
- 市役所本庁：霧島市国分中央3丁目45番1号（市の主要部署）
- 隼人庁舎：霧島市隼人町内山田1-11-11（窓口支所・地域関係の部署・水道部庁舎）
- 溝辺総合支所：霧島市溝辺町有川341番地（窓口支所・地域関係の部署）
- 横川総合支所：霧島市横川町中ノ263番地（窓口支所・地域関係の部署）
- 牧園総合支所：霧島市牧園町宿窪田791番地1[11]（窓口支所・地域関係の部署）
- 霧島総合支所：霧島市霧島田口8-4（窓口支所・地域関係の部署）
- 福山総合支所：霧島市福山町福山5290-61（旧・福山総合支所牧之原支所）（窓口支所・地域関係の部署）
- 福山市民サービスセンター：霧島市福山町福山2466（旧・福山総合支所）（窓口支所のみ）
- 水道部庁舎：霧島市隼人町内341（水道関係 → 隼人庁舎へ移転）

福山総合支所牧之原支所を新築し、新・福山総合支所へ変更。また、福山総合支所は「福山市民サービスセンター」へ変更。
隼人庁舎の教育委員会・選挙管理委員会などが入居していたが、国分本庁舎に別館が完成したことにより移転。それにより、水道部の庁舎の老朽化もあり基本的機能を隼人庁舎へ移転。

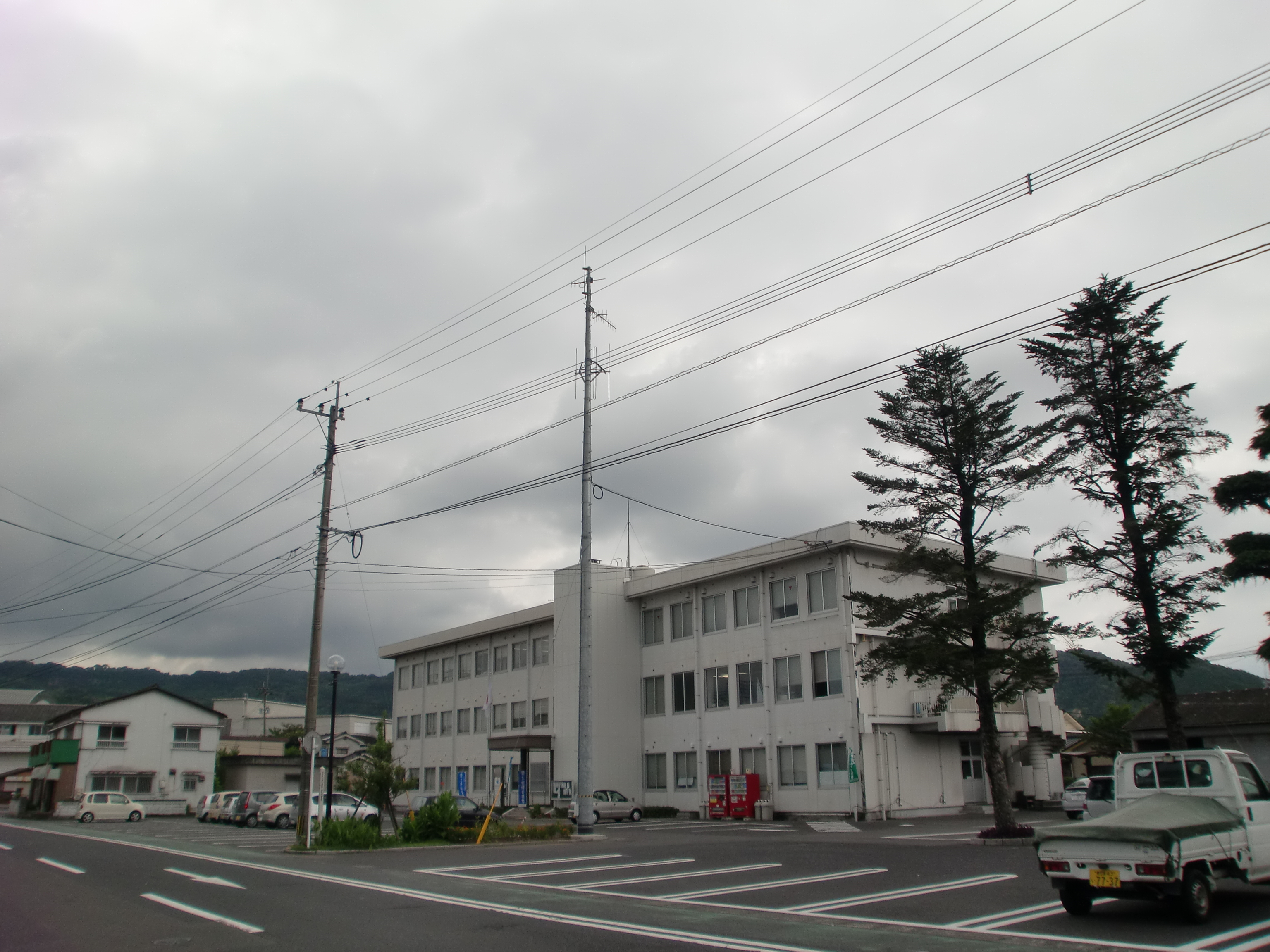
隼人庁舎
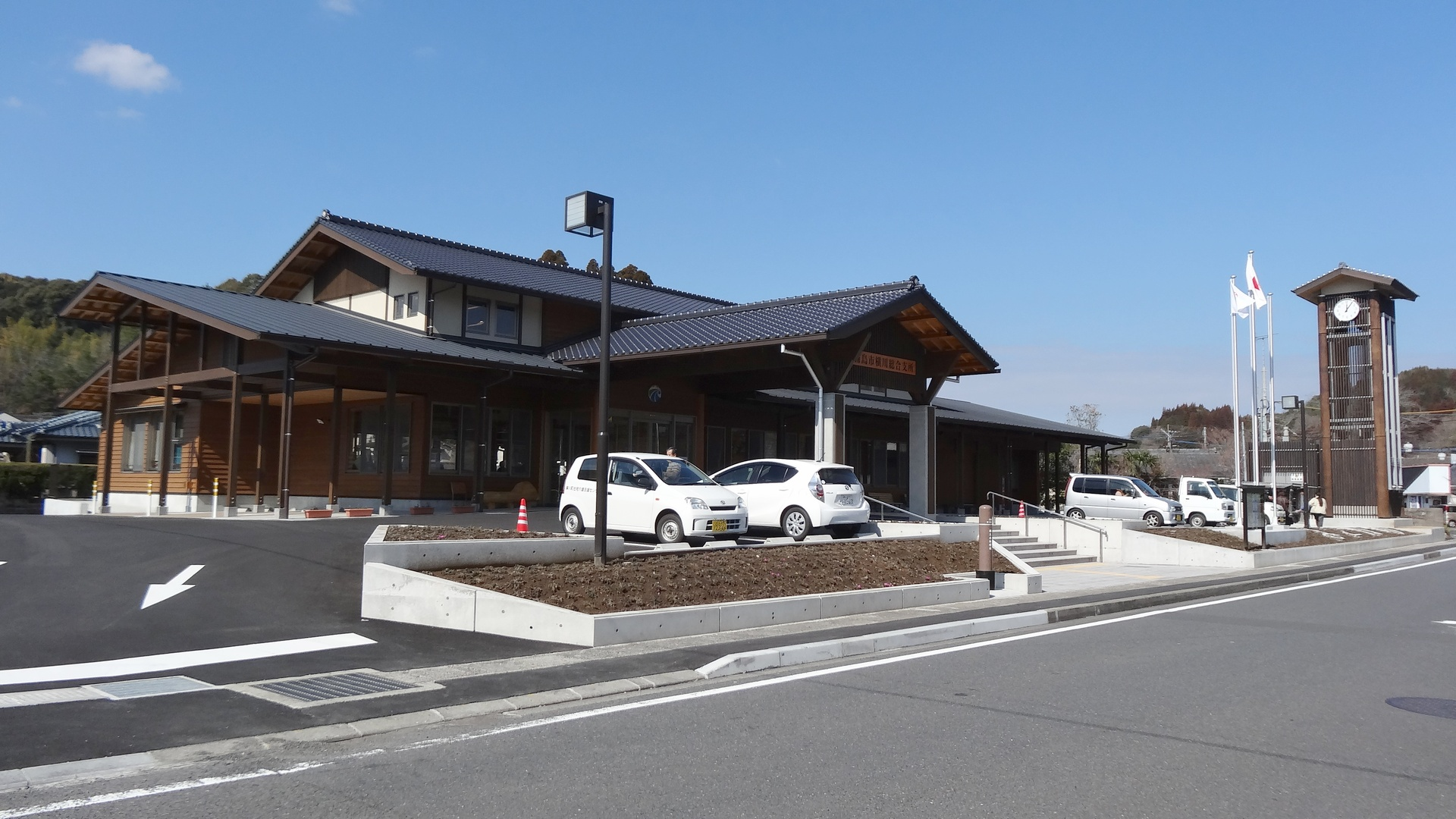
横川総合支所（2014年新築）
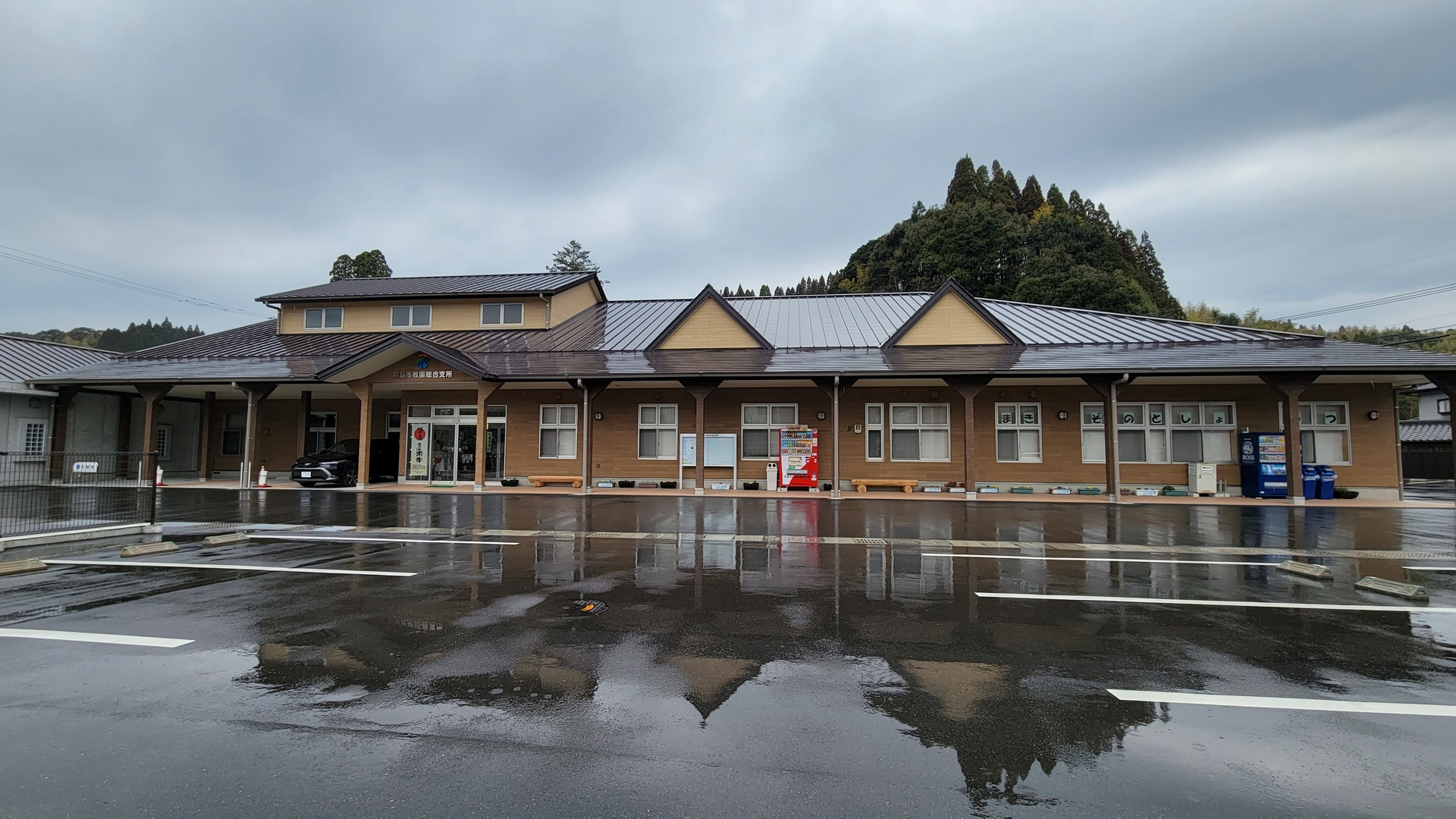
牧園総合支所（2021年新築）
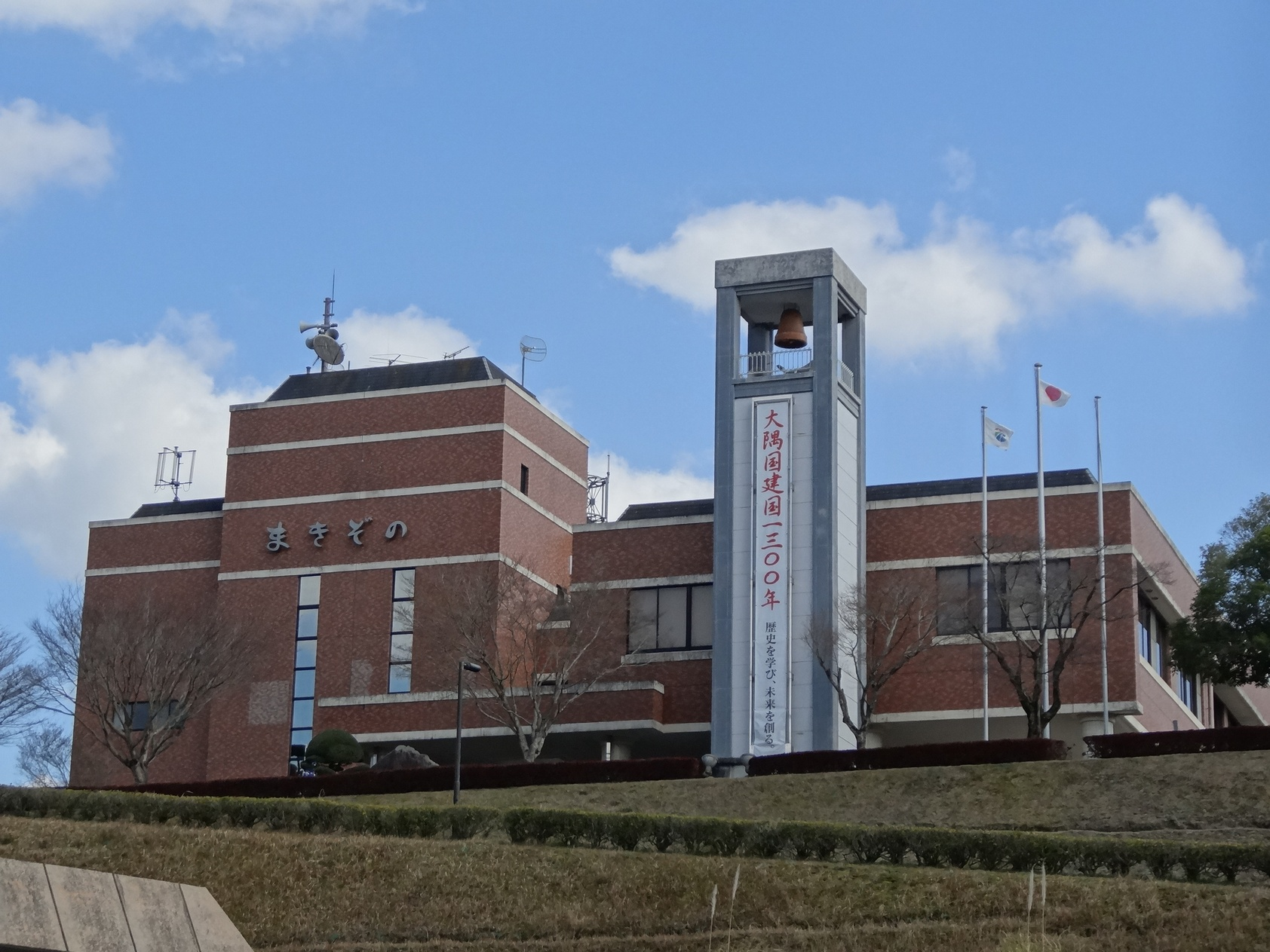
2021年4月までの牧園総合支所（牧園町宿窪田2647番地、旧牧園町役場）
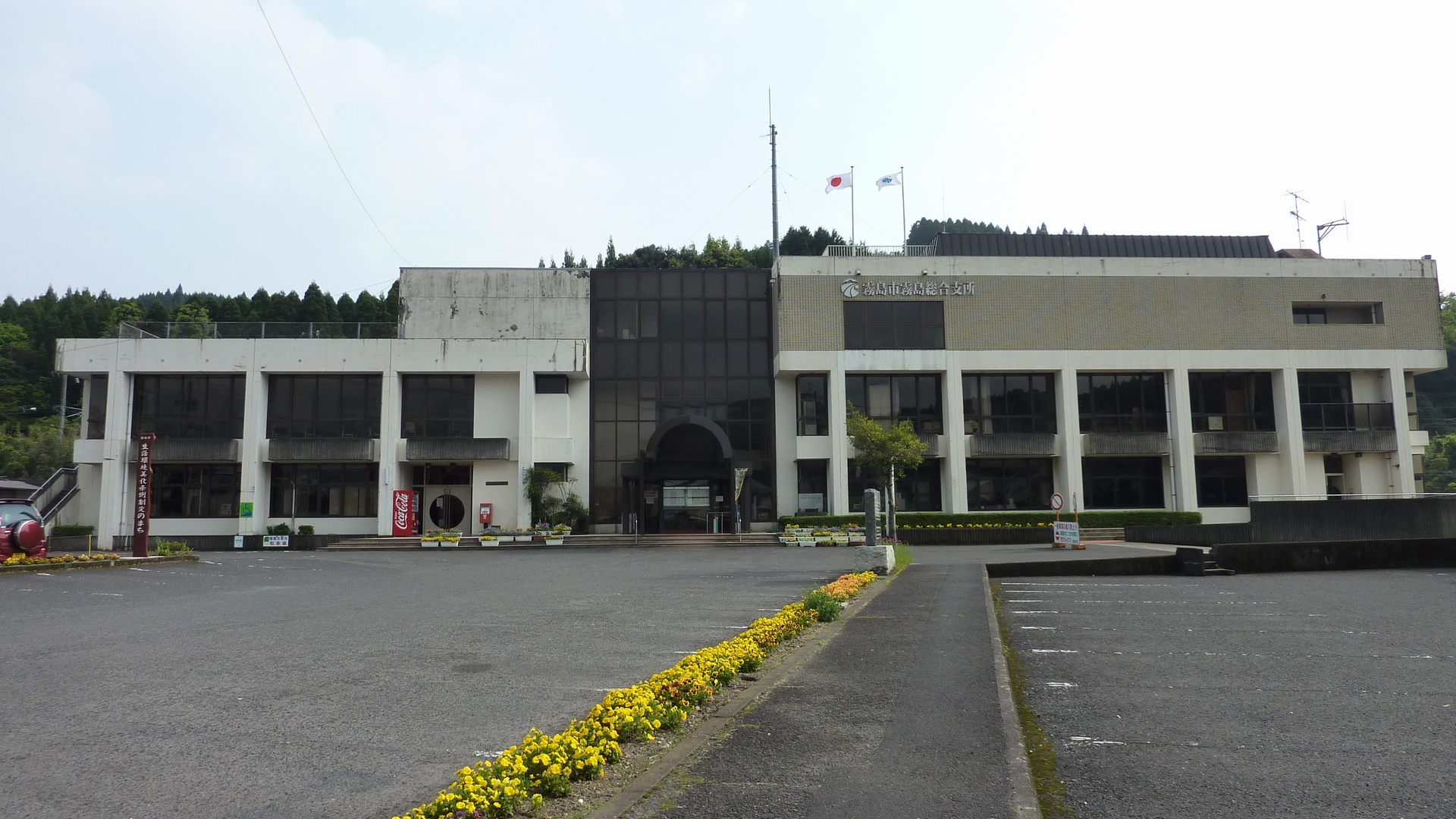
霧島総合支所
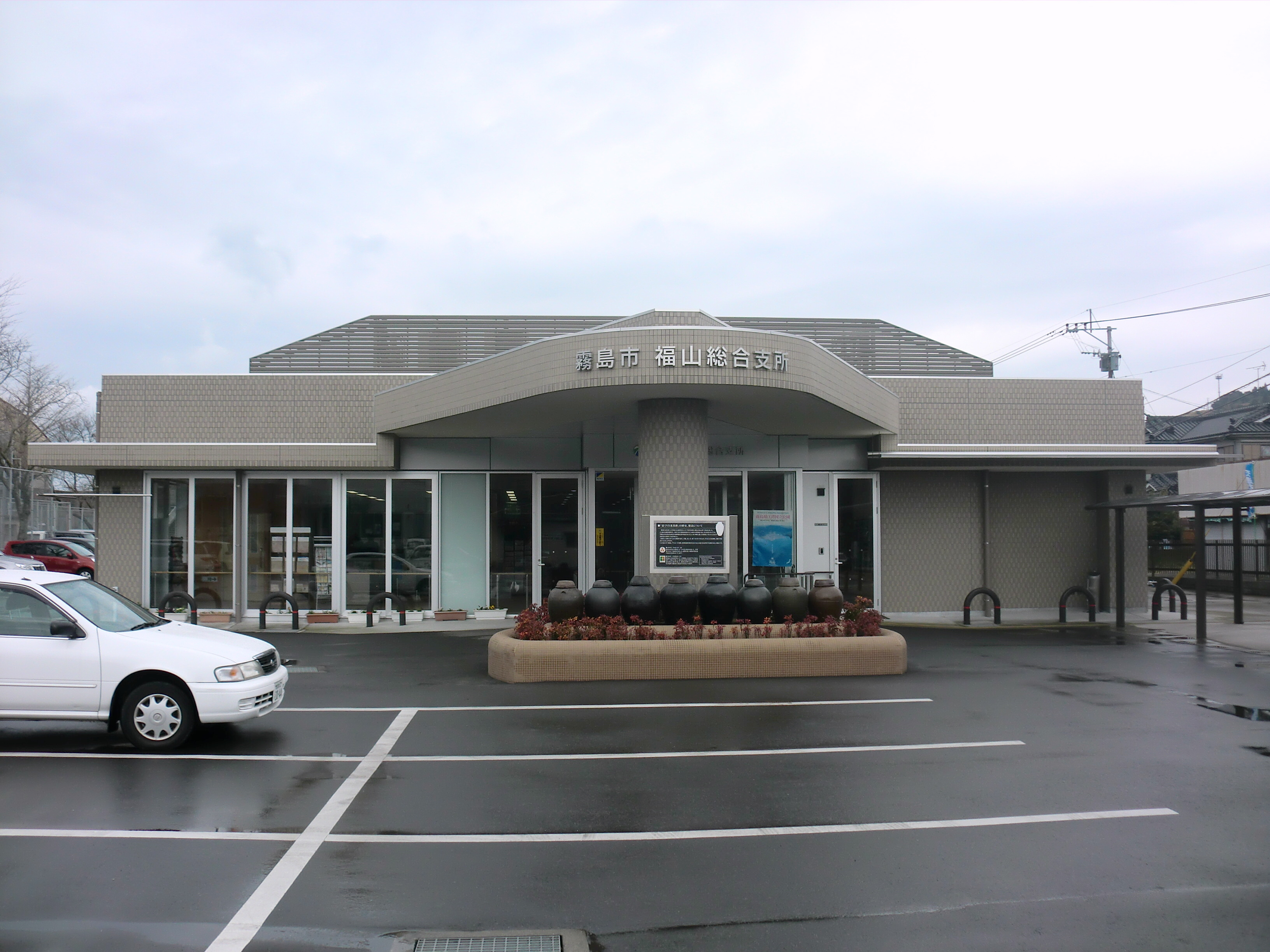
福山総合支所（2011年新築）
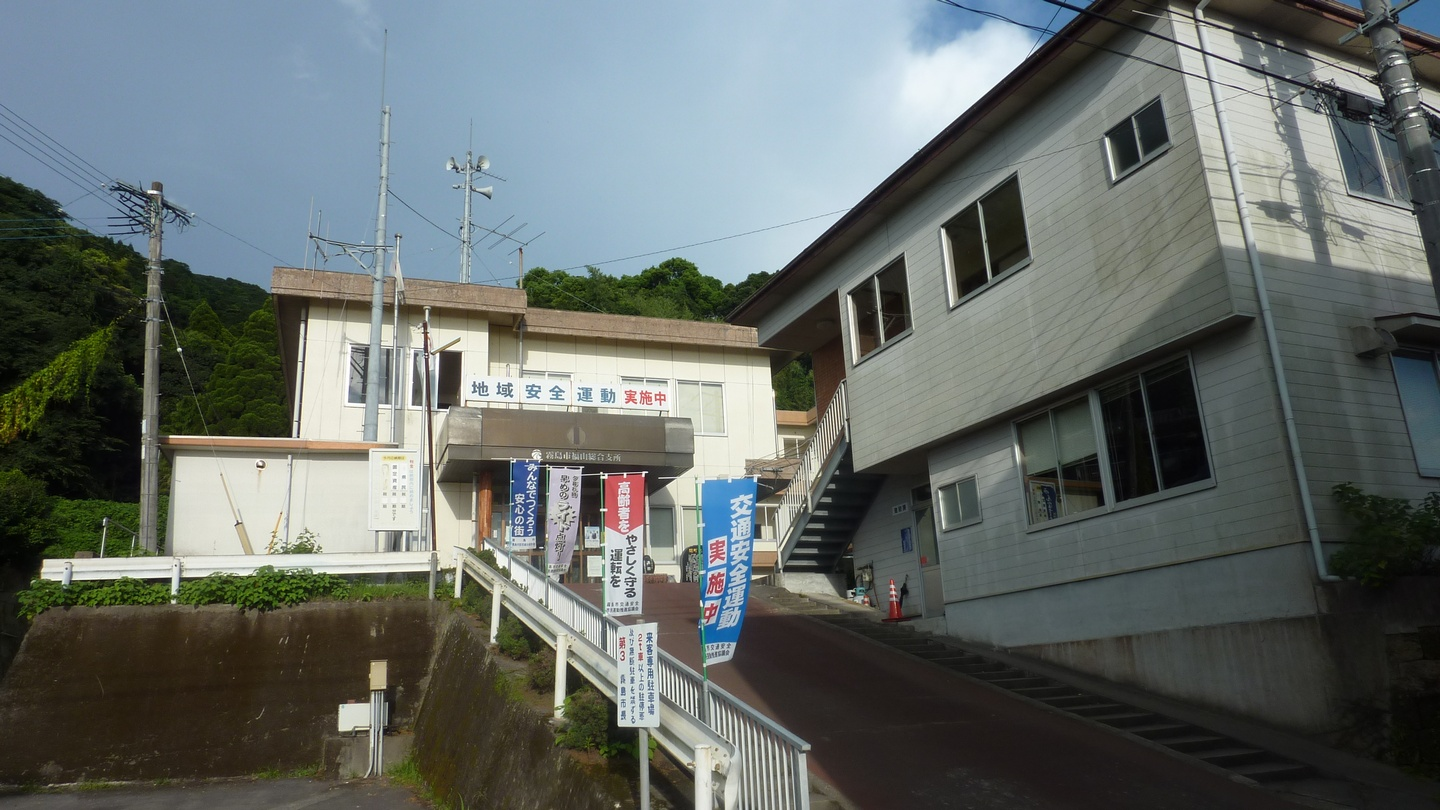
福山市民サービスセンター（2010年以前は福山総合支所）

### 県の行政機関
- 鹿児島県警察：霧島警察署（霧島市全域を管轄）
- 鹿児島県姶良・伊佐地域振興局保健福祉環境部（姶良保健所併設）

### 国の行政機関
- 法務省：鹿児島地方法務局霧島支局
- 厚生労働省：鹿児島労働局国分公共職業安定所
- 財務省：長崎税関鹿児島支署鹿児島空港出張所
- 農林水産省：九州農政局鹿児島農政事務所霧島統計・情報センター
- 防衛省：陸上自衛隊国分駐屯地第12普通科連隊
- 防衛省：自衛隊鹿児島地方協力本部国分地域事務所
- 防衛省:海上自衛隊鹿児島音響測定所
- 国土交通省:海上保安庁第十管区海上保安本部鹿児島航空基地

## 姉妹都市・提携都市

### 国内
姉妹都市
- 海津市（岐阜県）

宝暦治水の縁で旧・国分市が旧・海津郡海津町と姉妹都市提携、2006年4月25日に霧島市と海津市で再調印。
- 和気町（岡山県和気郡）

旧・牧園町が姉妹町提携
- 雲仙市（長崎県）

旧・牧園町と旧・霧島町が旧・南高来郡小浜町と姉妹町提携
その他
- 龍馬の絆都市間交流
2014年（平成26年）11月15日 龍馬の絆で結ぶ都市間交流宣言締結[12]

### 海外
姉妹都市
- ソノラ市（アメリカ合衆国カリフォルニア州）

旧・霧島町が姉妹都市提携

## 地域

### 教育

#### 市立幼稚園・保育園
- 富隈幼稚園
- 福山幼稚園
- 牧之原幼稚園
- 隼人保育園
- 重久保育園
- 清水保育園
- 国分西保育園
- 東国分保育園
- 下井保育園
- 敷根保育園
- 横川保育園
- 佐々木保育園
- 牧園保育園
- 中津川保育園
- 高千穂保育園

#### 小学校（市立）
| - 国分小学校 - 国分北小学校 - 国分南小学校 - 国分西小学校 - 青葉小学校 - 向花小学校 - 川原小学校 - 平山小学校 - 塚脇小学校 - 上小川小学校 - 富隈小学校 - 宮内小学校 | - 日当山小学校 - 小野小学校 - 小浜小学校 - 中福良小学校 - 霧島小学校 - 大田小学校 - 永水小学校 - 福山小学校 - 牧之原小学校 - 溝辺小学校 - 陵南小学校 - 竹子小学校 | - 牧園小学校 - 中津川小学校 - 万膳小学校 - 持松小学校 - 高千穂小学校 - 三体小学校 - 横川小学校 - 安良小学校 - 佐々木小学校 - 木原小・中学校 - 天降川小学校 |

三体小学校は2025年度から休校中

#### 中学校
市立
- 国分中学校
- 国分南中学校
- 舞鶴中学校
- 木原小中学校
- 隼人中学校
- 日当山中学校
- 霧島中学校
- 牧之原中学校
- 溝辺中学校
- 陵南中学校
- 牧園中学校
- 横川中学校

私立
- 鹿児島第一中学校

#### 高等学校
普通科高等学校の通学区域（いわゆる10%枠、鹿児島県高等学校一覧を参照）は姶良・伊佐学区。2010年3月の試験までは天降川を境に西側が伊佐・姶良学区、東側が姶良東学区とされていた。
県立
- 鹿児島県立霧島高等学校
- 鹿児島県立国分高等学校
- 鹿児島県立隼人工業高等学校
- 鹿児島県立福山高等学校

市立
- 霧島市立国分中央高等学校

私立
- 鹿児島第一高等学校

#### 特別支援学校
- 鹿児島県立牧之原特別支援学校

#### 高等専門学校
- 国立鹿児島工業高等専門学校

#### 大学（私立）
- 第一工科大学
- 第一幼児教育短期大学

#### 専修学校
- 第一リハビリテーション専門学校
- 仁心看護専門学校
- たちばな医療専門学校

#### 自動車教習所
- 霧島マキゾノ自動車学校
- 空港自動車学校
- 国分中央自動車教習所
- 国分隼人自動車学校

#### その他教育施設
- 鹿児島県立若駒学園

### 主なスポーツチーム
- ソニーセミコンダクタマニュファクチャリング BLUE SAKUYA 日本ハンドボールリーグ女子1部
- 京セラ女子陸上競技部
- 第一工業大学陸上部 九州大学駅伝優勝、全日本大学駅伝出場等

## 交通

### 空港
- 鹿児島空港 - 日本エアコミューターが同空港を本拠地としている。
- 霧島まほろばの里空港 - 霧島遊覧飛行のためのヘリポート

### 鉄道路線
- 九州旅客鉄道（JR九州）

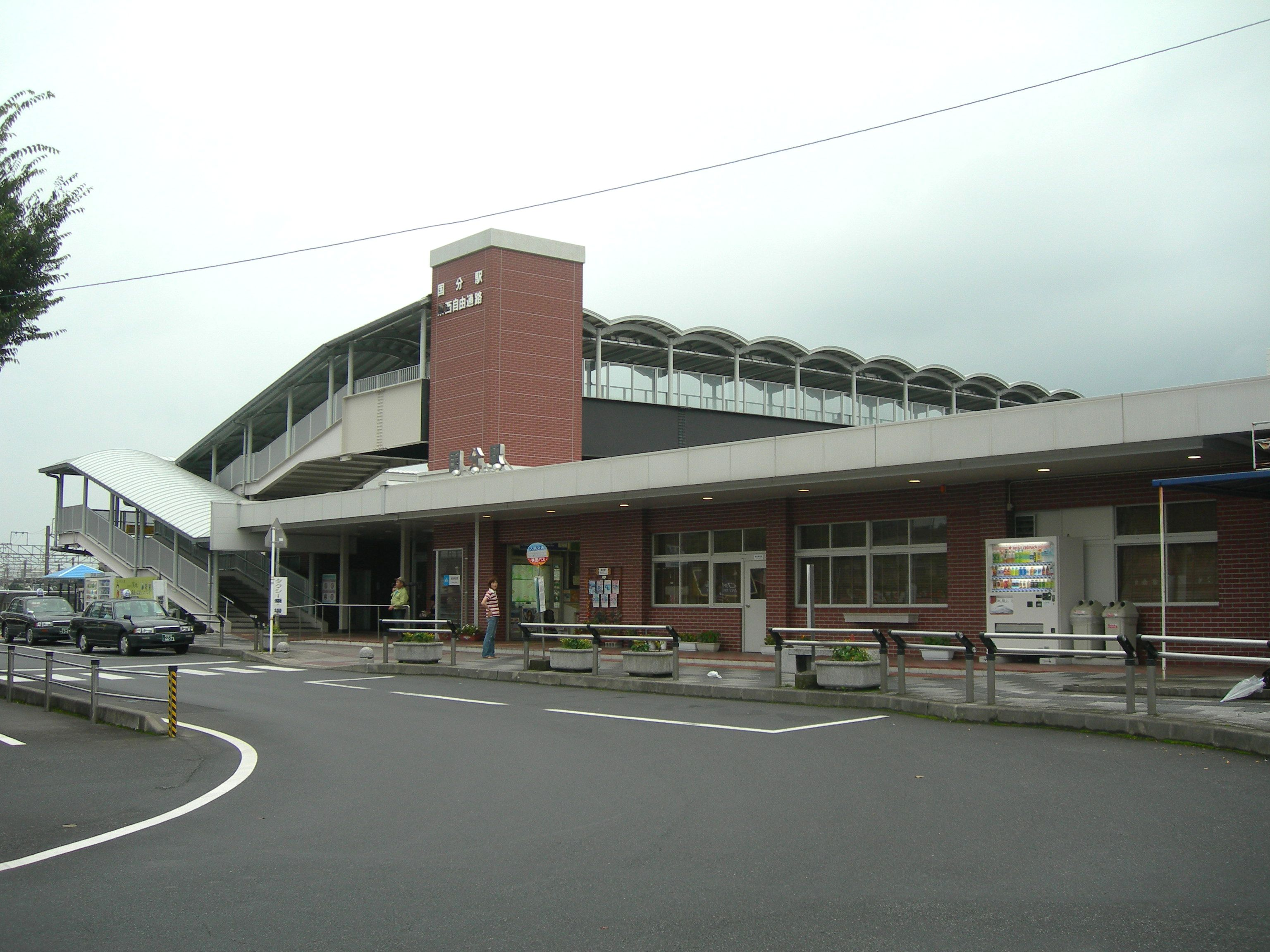
市役所最寄駅の国分駅

  - 日豊本線:北永野田駅 - 霧島神宮駅 - 国分駅 - 隼人駅
  - 肥薩線:隼人駅 - 日当山駅 - 表木山駅 - 中福良駅 - 嘉例川駅 - 霧島温泉駅 - 植村駅 - 大隅横川駅
- 中心となる駅:国分駅
- 1903年（明治36年）建設の嘉例川駅舎は登録有形文化財に登録されている。
- かつて国分駅から福山地区、垂水市、鹿屋市を経て志布志市へ、国鉄大隅線が走っていたが、1987年に廃止された。

### バス路線

#### 一般路線バス
- 南国交通 - 主に旧溝辺町・横川町をエリアとする。
- 鹿児島交通 - 主に旧国分市・隼人町・霧島町・牧園町のほぼ全域をエリアとする。また鹿児島市方面の路線を持つ。

大隅 - 国分駅 - 鹿児島空港間の路線を持つ。
※かつてはJR九州バス（国鉄バス）が国分から桜島・垂水方面を中心に運行していたが、霧島市域からはすでに撤退。現在は鹿児島交通が運行を引き継いでいる。晩年は鹿児島空港にも乗り入れていた。営業所・車庫は国分駅前（現在のJR国分ビル）にあった。

#### コミュニティバス
- 霧島市ふれあいバス

#### 高速バス
霧島市中心部と他地域を結ぶ高速バスはなく、鹿児島市発着の高速バスが霧島市内の鹿児島空港内のバスターミナルおよび鹿児島空港付近の九州自動車道上にある鹿児島空港南バスストップに発着する。
かつては九州各主要都市への高速バスや本州への夜行高速バスが停車していたが、2010年代後半以降に鹿児島発着の高速バス路線の休廃止が相次いだため、現在では福岡市 - 鹿児島市間の2路線と、熊本市 - 鹿児島市間の1路線のみとなっている。
| 愛称名     | 運行会社                                                     | 運行区間                                                                          |
| ---------- | ------------------------------------------------------------ | --------------------------------------------------------------------------------- |
| 桜島号     | 鹿児島交通 鹿児島交通観光バス 南国交通 JR九州バス 西日本鉄道 | 博多BT・天神高速BT・筑紫野・高速基山・久留米IC・八女IC - 鹿児島空港南・鹿児島空港 |
| 南九号     | 南九州観光バス                                               | キャナルシティ博多 - 鹿児島空港南                                                 |
| きりしま号 | 鹿児島交通 南国交通 九州産交バス                             | 西部車庫・熊本駅前・桜町BT・高速益城・八代IC・人吉IC - 鹿児島空港                 |

#### 空港連絡バス・空港発着の路線バス
※ N: 南国交通、 K: 鹿児島交通
- 鹿児島市内ゆき
  - 吉野経由・3号線（伊敷）経由・ノンストップの3系統を鹿児島中央駅・鴨池港まで運行（ノンストップは市役所前まで）(I・N)
- 谷山方面ゆき
  - 高速帖佐・皇徳寺・中山・谷山電停を経由して卸本町中央まで運行 (I・N)
- 薩摩川内市内方面
  - 蒲生・入来・市比野・川内市内を経由し、京セラ川内第2工場まで運行 (I・N)
- 日置市方面
  - 伊敷脇田・伊集院・東市来を経由して湯之元（一部は日置市役所日吉支所）まで運行 (I)
- 大口・水俣方面
  - （特急）横川三文字・栗野・菱刈・大口を経由して水俣市内まで運行 (N)
  - （急行）横川駅・栗野・本城・菱刈を経由して大口バスセンターまで運行 (N)
  - （普通）横川駅・幸田・本城を経由し大口バスセンターまで運行 (N)
- 宮之城・出水・阿久根方面
  - 横川竹子（たかぜ）・永野・宮之城・出水を経由して阿久根まで運行 (N)
- 溝辺方面
  - 陵南団地を経由して溝辺下十文字まで運行 (N)
- 牧園・霧島方面
  - 嘉例川・牧園麓・丸尾を経由して霧島いわさきホテルまで運行 (I)
- 牧之原・鹿屋方面
  - 牧之原・市成・百引・鹿屋市内を経由して東笠之原まで運行 (S)
- 岩川・志布志方面
  - 国分駅・牧之原・笠木・岩川を経由して志布志まで運行 (S)
- 牛根・桜島口・垂水方面
  - 姫城・国分駅・福山・牛根・桜島口・海潟温泉を経由して垂水港まで運行 (S)
- 隼人・国分方面
  - 姫城・国分駅・国分を経由して京セラ国分まで運行 (I)
- 加世田・枕崎方面
  - 伊作・加世田・津貫を経由して枕崎駅まで運行 (K)
- 指宿・山川方面
  - 平川・喜入・今和泉・指宿を経由して山川桟橋まで運行 (K)
- 加治木・姶良・蒲生方面
  - 加治木・10号線を経由して姶良イオン・姶良ニュータウン・蒲生(楠田)まで運行 (N)
- 人吉・八代・熊本方面及び宮崎・小林方面
  - 高速バス欄参照

### 道路

#### 高速道路・自動車専用道路
- E3 九州自動車道
  - 横川インターチェンジ - （溝辺パーキングエリア） - 溝辺鹿児島空港インターチェンジ
- E78 東九州自動車道・隼人道路
  - （国分パーキングエリア） - 国分インターチェンジ - 隼人東インターチェンジ - 隼人西インターチェンジ
- 北薩横断道路
  - 野坂インターチェンジ

#### 一般国道
- 国道10号
- 国道220号
- 国道223号

道の駅：道の駅霧島
- 国道504号

#### 県道
- 主要地方道
  - 宮崎県道・鹿児島県道1号小林えびの高原牧園線
  - 宮崎県道・鹿児島県道2号都城隼人線
  - 鹿児島県道40号伊集院蒲生溝辺線
  - 鹿児島県道50号牧園薩摩線
  - 鹿児島県道53号菱刈横川線
  - 鹿児島県道55号栗野加治木線
  - 鹿児島県道56号隼人加治木線
  - 鹿児島県道58号隼人港線
  - 鹿児島県道60号国分霧島線
  - 鹿児島県道63号志布志福山線
- 一般県道
  - 鹿児島県道104号霧島公園小林線
  - 鹿児島県道445号紫尾田牧園線
  - 鹿児島県道446号十三谷重富線
  - 鹿児島県道449号横川停車場線
  - 鹿児島県道470号犬飼霧島神宮停車場線
  - 鹿児島県道471号北永野田小浜線
  - 鹿児島県道472号日当山敷根線
  - 鹿児島県道473号崎森隼人線
  - 鹿児島県道474号隼人停車場線
  - 鹿児島県道475号豊後迫隼人線
  - 鹿児島県道477号隼人溝辺線
  - 鹿児島県道478号比曽木野福山港線
  - 鹿児島県道479号国師境線
  - 鹿児島県道480号霧島公園線
  - 鹿児島県道481号今別府牧園線
  - 鹿児島県道482号塚脇財部線
  - 鹿児島県道491号大川原小村線
  - 鹿児島県道495号志柄宮ヶ原福山線
  - 鹿児島県道497号長江柴建線

### 船舶
- 福山港

## 名所・旧跡・観光スポット・祭事・催事

### 公園

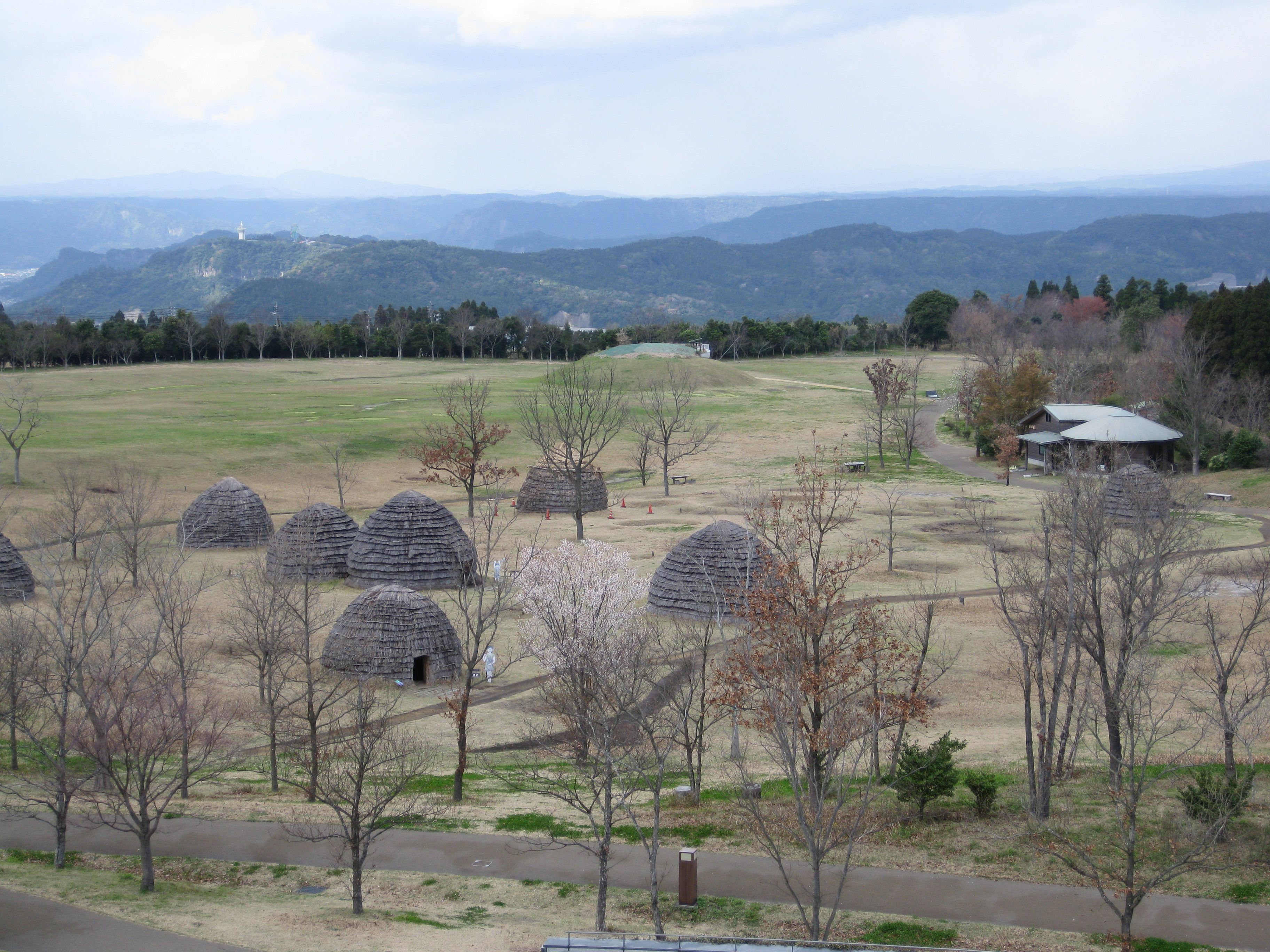
上野原縄文の森

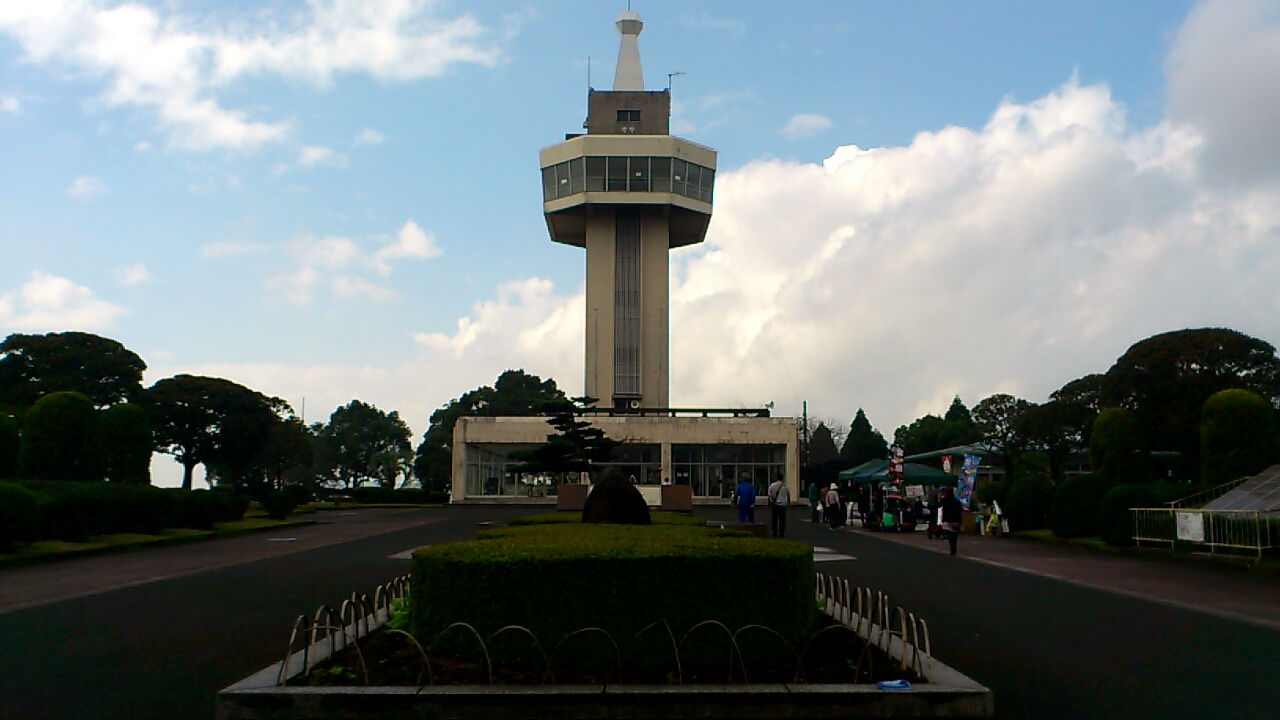
城山公園の展望台（FMきりしま送信アンテナ設置前）

西郷公園

- 城山公園
- 台明寺渓谷公園
- 国分市黒石岳森林公園
- 国分キャンプ海水浴場
- 上野原縄文の森
  - 国分ハイテク展望台
- 国分海浜公園
- 神話の里公園
- 丸岡公園
- 西郷公園
- 国分運動公園

### 神社

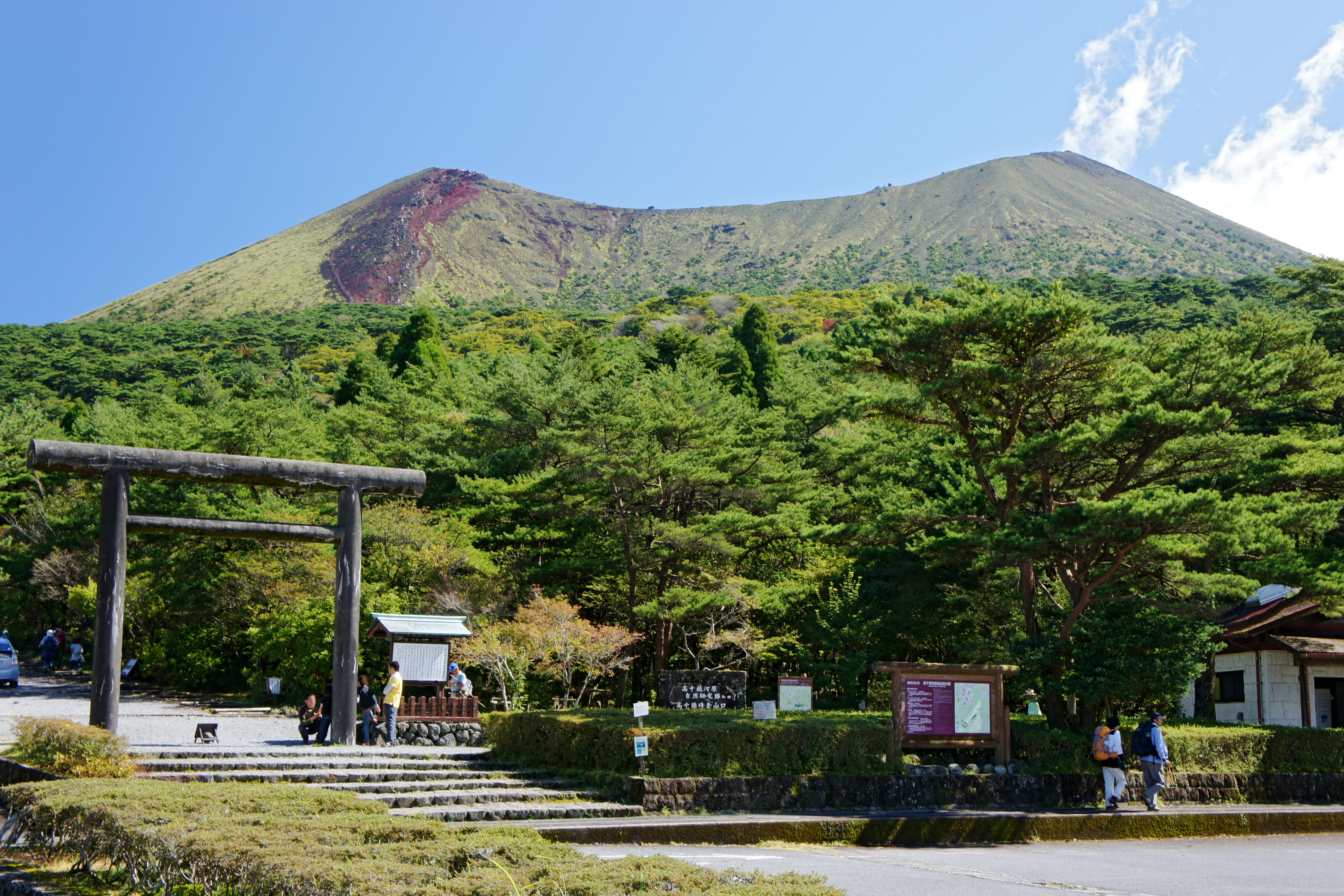
高千穂河原

- 高千穂河原
- 霧島神宮（別表神社）
- 鹿児島神宮（別表神社）
- 蛭児神社
- 和気神社
- 剱神社
- 醫師神社
- 大穴持神社
- 乙宮神社
- 宮毘神社
- 稲富神社
- 八幡神社
- 安良神社

### 寺院
- 恵楽寺
- 花林寺
- 錦織寺別院
- 光雲寺
- 光巌寺
- 高台寺
- 高野山真言宗真言寺
- 高陵寺
- 護国寺鹿児島別院
- 西念寺
- 正福寺（国分中央）
- 正福寺（牧園宿窪田）
- 照明寺
- 竹子上寺
- 遍照寺
- 法円寺
- 法隆寺
- 龍泉寺

### 旧跡

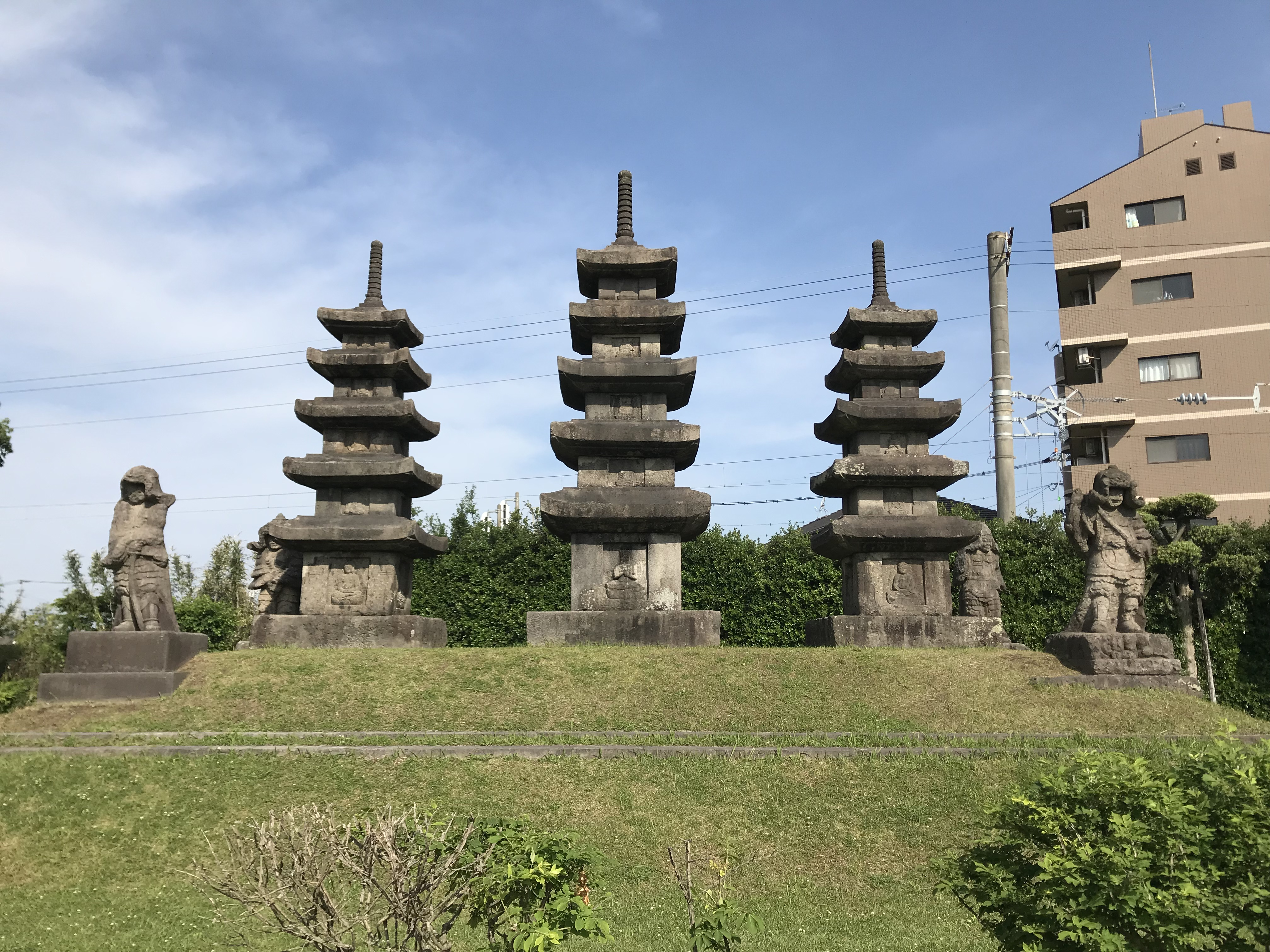
隼人塚

- 上野原遺跡
- 隼人塚
- 大隅国分寺跡
- 旧田中別邸
- 宮浦宮（夫婦銀杏）
- 島津忠将公供養塔
- 山ヶ野金山跡

### 城跡
- 舞鶴城跡
- 富隈城
- 姫木城
- 橘木城
- 日当山城
- 清水城
- 上井城
- 仁田尾城（廻城）
- 横川城

### 施設
- ローカルエネルギー館（2007年に休館）
- 国分市立郷土館
- 松下美術館
- 霧島国際音楽ホール（みやまコンセール）
- 霧島市みそめ館
- 霧島高原乗馬クラブ
- M・S・L HOBBY（サーキット場）
- 丸岡公園カートランド（サーキット場）

### 温泉地

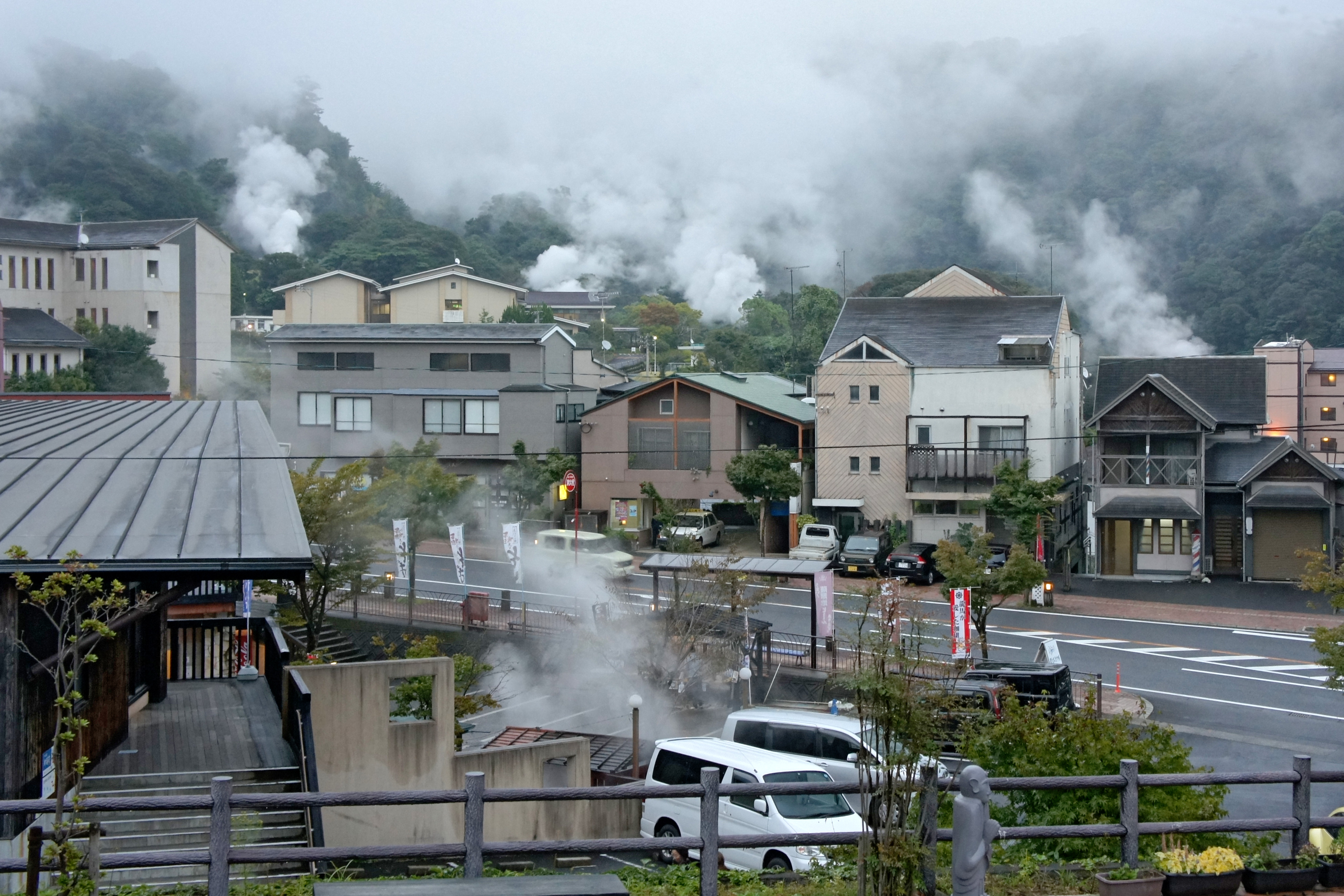
霧島温泉郷（丸尾温泉）

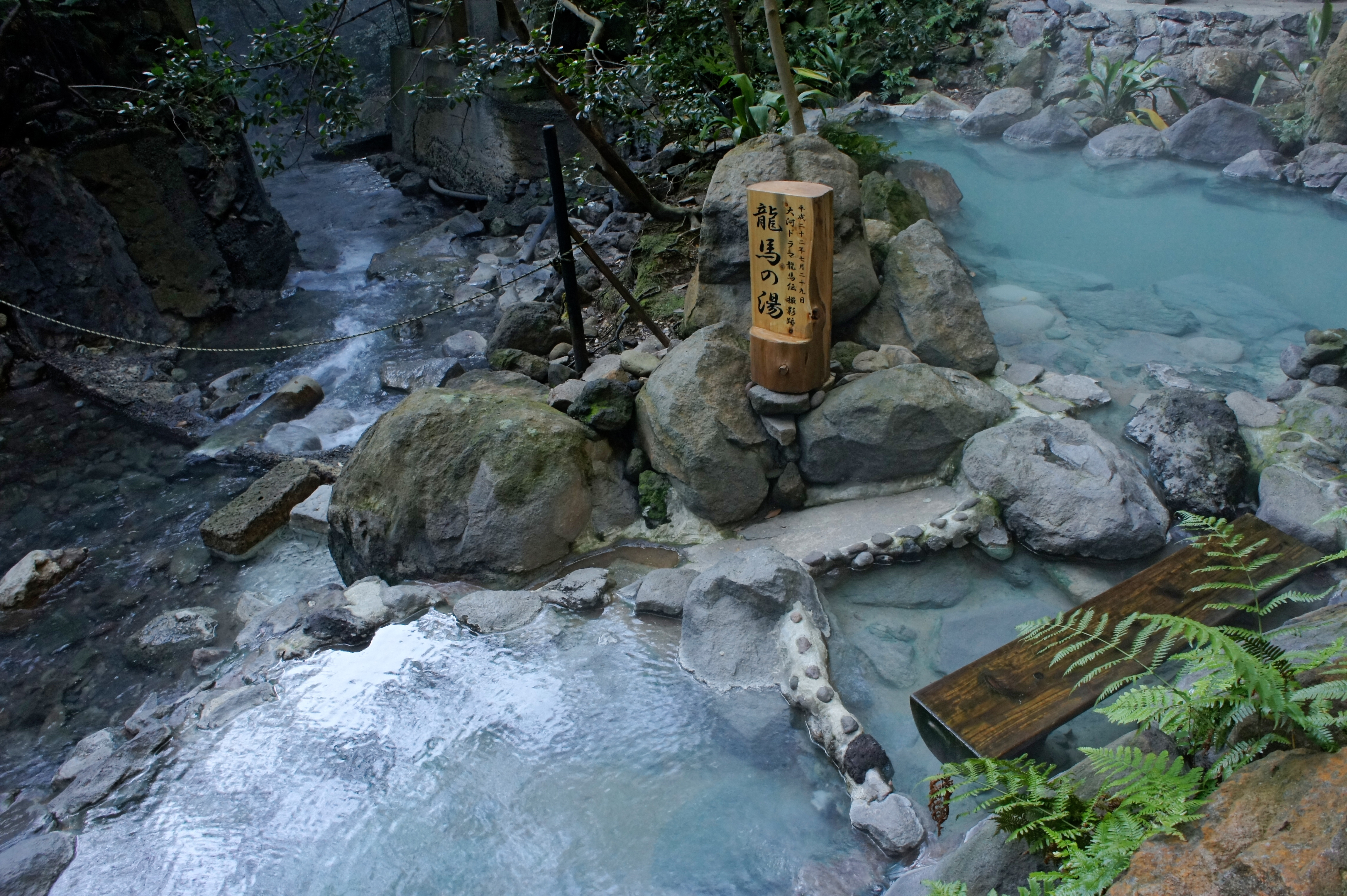
緑渓湯苑

- 霧島温泉郷（国民保養温泉地）
  - 丸尾温泉
  - 栄之尾温泉 - 緑渓湯苑
  - 硫黄谷温泉
  - 林田温泉
  - 湯之谷温泉
  - 新湯温泉
  - 関平温泉
- 霧島神宮温泉（国民保養温泉地）
- 新川渓谷温泉郷（国民保養温泉地）
  - 塩浸温泉
  - 安楽温泉
  - 妙見温泉
  - 日当山温泉
- 国分温泉
  - 岩戸温泉

### その他名所
- 福島三万桜並木
- 日本一の花文字（惣陣ヶ丘）
- 丸尾滝
- 犬飼滝
- 国分観光農園

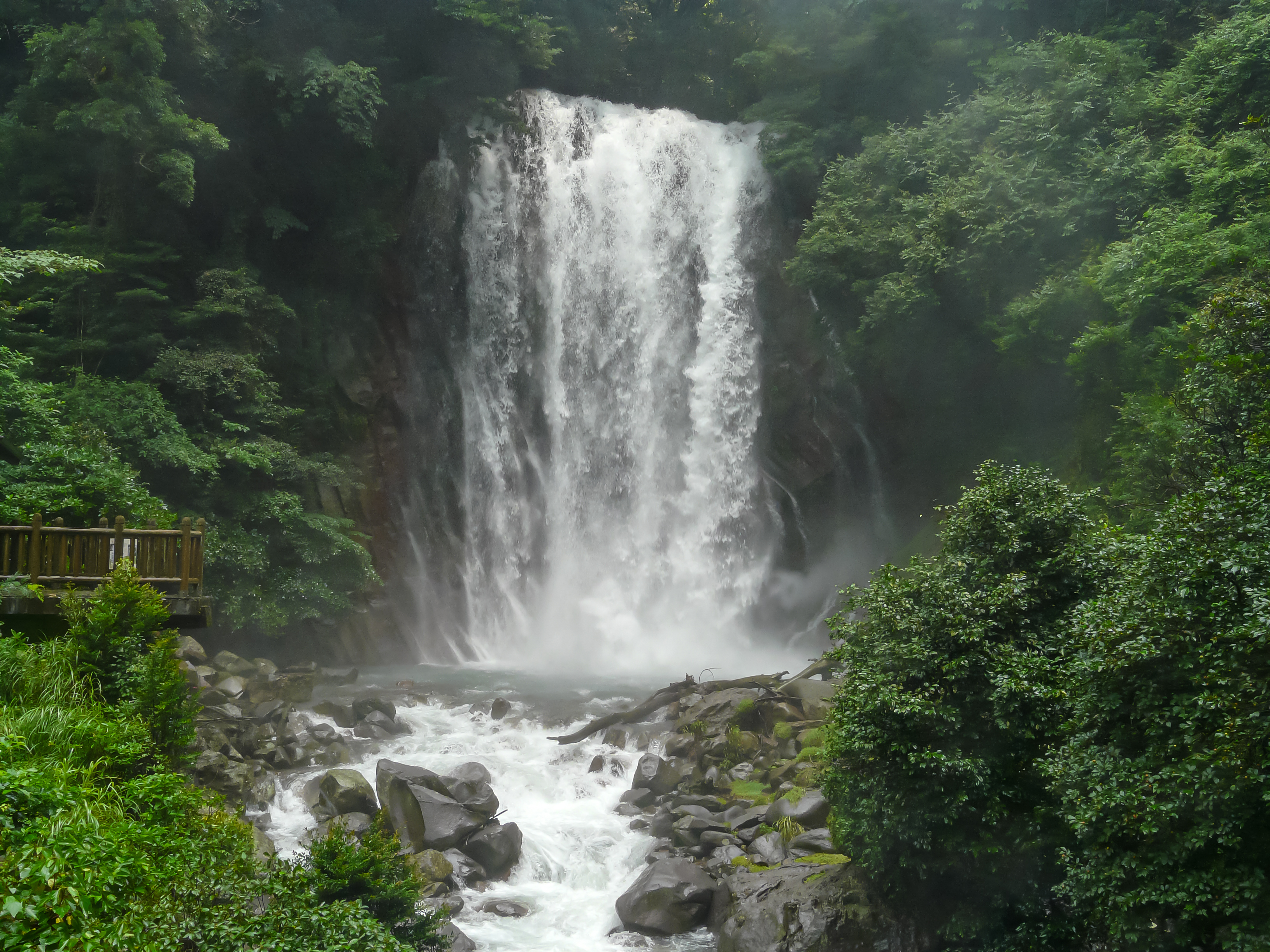
丸尾滝

犬飼滝

- 大霧発電所（霧島火山帯の地熱を利用した地熱発電所）

### 催事

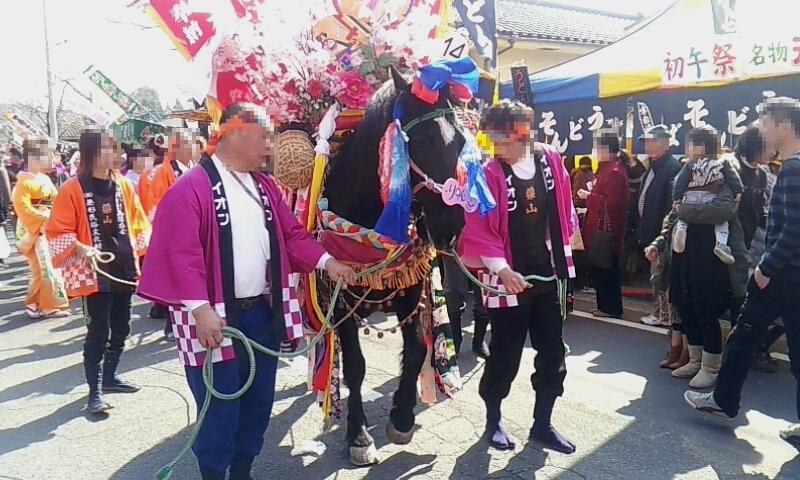
鹿児島神宮初午祭

- 初午祭（旧暦1月18日を過ぎた最初の日曜日）
- 霧島国際音楽祭
- 龍馬ハネムーンウォークin霧島
- 地区対抗女子駅伝競走大会

## メディア・通信

### ラジオ
- FMきりしま（コミュニティ放送）

### ケーブルテレビ
- 南九州ケーブルテレビネット
サービス対象地区は、国分、隼人、溝辺、牧園（および姶良市加治木町）の一部地域である。

### インターネット
- 国分・隼人地区では、フレッツ光・au光・WiMAXを利用することができる。

## 市外局番
- 市外局番は0995で、姶良市、湧水町と共通のエリア（加治木MA）である。

## 著名な出身者
- 中馬辰猪（政治家、旧国分市）
- 小里貞利（政治家、旧霧島町）
- 野村哲郎（政治家、旧隼人町）
- 外山恒一（政治活動家、旧隼人町
- 田中省三（実業家、旧福山町）
- 山内俊吉（工学者）
- 三代目西ノ海嘉治郎（大相撲力士・年寄、第30代横綱、旧隼人町）
- 霧島一博（大相撲力士・年寄、大関、旧牧園町）
- 両國宏（元大相撲力士、俳優、旧横川町）
- 前田君（漫画家久米田康治のアシスタント、声優。別名・MAEDAX R、旧牧園町）
- 谷隼人（俳優、旧隼人町）
- 大崎啓吾（ミュージシャン、空手家、旧隼人町）
- 赤木誠（毎日放送アナウンサー、旧隼人町）
- 四位洋文（騎手、旧牧園町）
- 松山吉三郎（JRA騎手・調教師、旧隼人町）
- 田島良保（JRA騎手・調教師、旧牧園町）
- 田島信行（JRA騎手、旧牧園町）
- 徳吉一己（JRA騎手、旧牧園町）
- 井上一樹（元プロ野球選手、旧溝辺町）
- 有田沙織（バレーボール選手、旧隼人町）
- 松下龍二（パナソニック ホームズ社長、プレハブ建築協会副会長、旧国分市）
- 前田美順（バドミントン選手、旧国分市）
- 森昭（教育哲学者、旧隼人町）
- 新鍋理沙（バレーボール選手、旧福山町)
- 地主園秀美（サッカー選手、旧隼人町）
- 薗田卓馬（サッカー選手）
- 六反勇治（サッカー選手、日本代表経験者）
- 二木康太（プロ野球選手、千葉ロッテマリーンズ投手）
- 冨田菜々風（アイドル、≠ME）
- 吉田仁人（アイドル、M!LKメンバー）
- 脇田（お笑い芸人、シシガシラ）

## 霧島市を舞台とした作品
- 『神様の御用人5』（浅葉なつ）